# Expedición Terra Nova

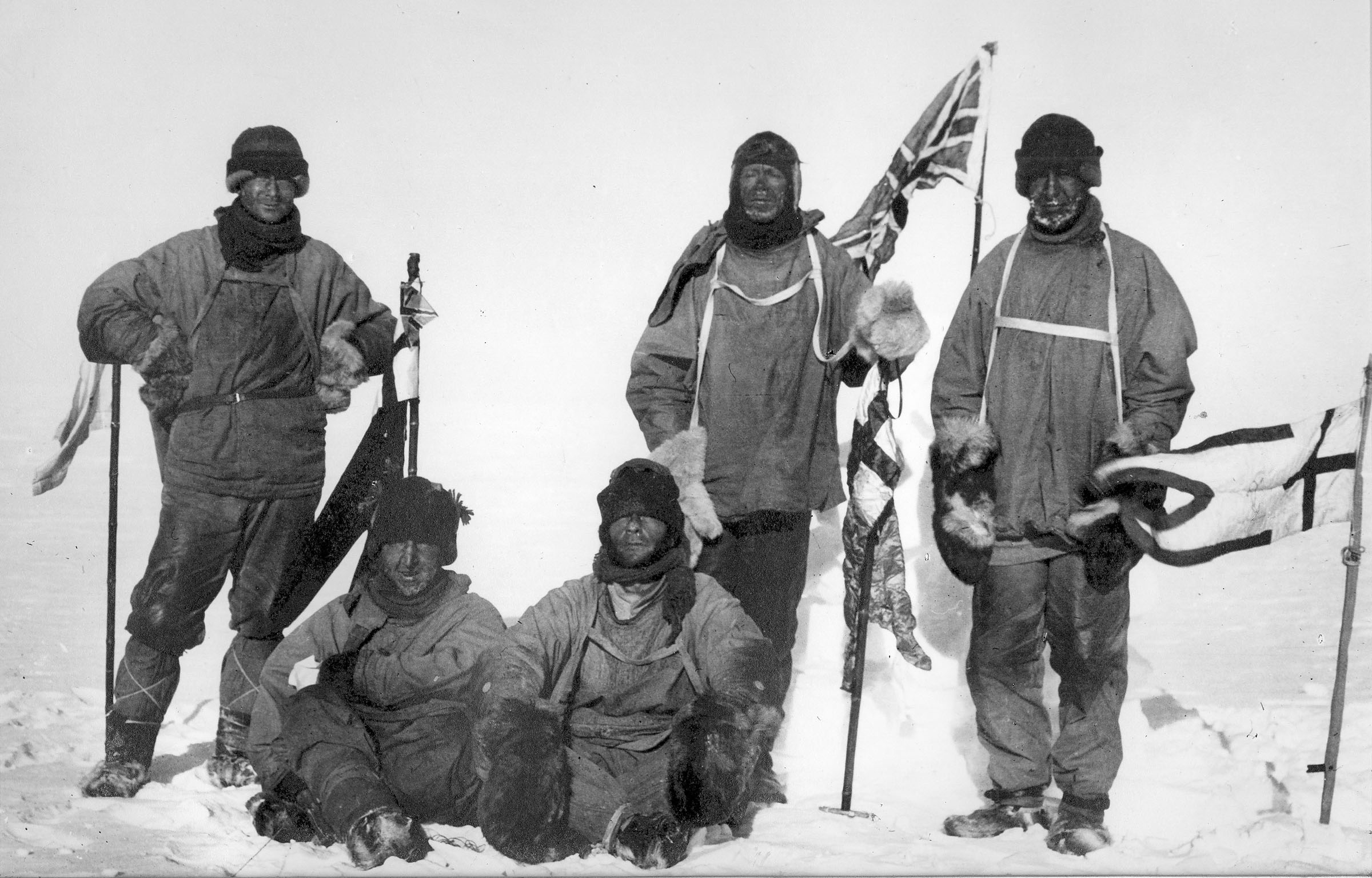
Los miembros del equipo de Scott en el Polo Sur, el 18 de enero de 1912. De izquierda a derecha, de pie: Wilson, Scott, Oates ; sentados: Bowers, Evans. La fotografía fue preparada por Bowers para que pudieran salir todos los miembros de la expedición.

La Expedición Terra Nova (1910–1913), oficialmente conocida como la British Antarctic Expedition 1910, fue la tercera de las exploraciones británicas en la Antártida durante el siglo XX y una de las más significativas de la edad heroica de la exploración de este continente. El nombre popular de la expedición proviene del nombre del barco que Scott y sus hombres emplearon para llegar hasta el continente antártico.
La expedición estuvo liderada por Robert Falcon Scott, un experimentado explorador, capitán de la Marina Real Británica y que previamente había dirigido una expedición similar a esta tierra helada, la conocida como expedición Discovery, entre 1901 y 1904. El objetivo principal de la expedición, tal y como había expresado Scott, era «alcanzar el Polo Sur y asegurar al Imperio Británico el honor de la proeza». Sin embargo, la expedición tenía otros objetivos más allá de la conquista polar, tales como la investigación científica y la exploración geográfica.
Aunque fue una iniciativa privada, la expedición Terra Nova gozó del apoyo de forma no oficial del gobierno británico (que contribuyó con la mitad de los costes), así como del Almirantazgo y de la Royal Geographical Society, la reputada Real Sociedad Geográfica de este país. Durante su recorrido se realizó un complejo programa de investigación científica, así como la exploración de la tierra de Victoria y de las montañas Transantárticas, aunque no pudieron llevar a cabo el reconocimiento de la península de Eduardo VII. Sin embargo, el viaje que realizaron al cabo Crozier entre los meses de junio y julio de 1911, consistió en la primera travesía en la que se usaron trineos para alcanzar las profundidades del invierno antártico.

Mapa antártico del área del mar de Ross, con los recorridos de la expedición Terra Nova (verde) y la expedición de Amundsen (rojo).

La aparición en la zona de la expedición noruega del explorador Roald Amundsen hizo que la expedición de Scott afrontara el reto de ser el primero en llegar al Polo Sur. El equipo principal de exploradores del capitán Scott estaba formado por un grupo de cinco hombres que llegaron al Polo sur el 17 de enero de 1912 para encontrarse con que el grupo de Amundsen los había precedido.
El éxito de la gesta de Amundsen quedó empequeñecido en el mundo anglosajón por la peripecia de las muertes de Scott y de sus compañeros durante el trayecto de retorno. La recuperación de las anotaciones de viaje de Scott que llevó a cabo una expedición de búsqueda ocho meses más tarde, permitió conocer y difundir muchos detalles de la expedición de Scott.
Existen distintas opiniones sobre las causas que contribuyeron al desastre final de la expedición de Scott, así como controversias sobre su organización, siendo una de ellas el grado de responsabilidad del capitán Scott en su fatal desenlace.

## Contexto

La expedición Erebus y Terror sentó las bases de las exploraciones británicas en la Antártida, particularmente por el descubrimiento de la isla de Ross.

Durante el VI Congreso Internacional de Geografía que tuvo lugar en Londres en 1885, se fijó la conquista de la Antártida y el Polo Sur como las principales prioridades a llevar a cabo por el marco de investigación de dicho congreso. Una de las motivaciones que condujo a esa asamblea a centrarse en esta expedición consistió en que, por esa época, esa parte del planeta había quedado en el olvido después de la expedición Erebus y Terror que realizó el botánico James Clark Ross entre 1839 y 1843, así como la preferencia por la conquista del Polo Norte, que por entonces era una aventura que atraía la atención de la mayoría de los exploradores.
En el contexto de una época en que el público demandaba grandes hazañas, llegar a ser la primera nación en alcanzar lugares tan alejados y simbólicos del globo, produjo a los Estados gran motivación por subvencionar este tipo de misiones. Sin embargo, la inminencia de la I Guerra mundial provocó que los gobiernos y sus marinos decidiesen reducir las subvenciones destinadas a exploración, y en su lugar, invirtiesen en la producción de armamento y en la construcción de navíos de guerra, hecho que justificaría que una proporción notable de exploraciones polares fuesen militares, y que este tipo de incursiones estuviesen animadas por un fuerte sentimiento patriótico.
Gracias a la expedición Discovery que anteriormente había llevado a cabo el capitán Scott entre 1901 y 1904, se tenía un mayor conocimiento de la Antártida, ya que su grupo había alcanzado un punto que se encontraba todavía «más cercano al sur» que la posición 82° 17' S. que se había alcanzado con anterioridad. Sin embargo, para Scott, dicho punto consistía un lugar para su uso exclusivo, además de considerar que sólo él tenía derecho a volver, tal y como demuestra su convicción de que el estrecho de McMurdo, donde atracó el RRS Discovery, se convirtió en el lugar de acceso directo a la base de la comitiva que formó parte de la expedición a la isla de Ross. Para Scott, retornar a la Antártida y concluir la conquista del Polo Sur, se convirtió en una obsesión que le condujo a fijarse la proeza como una última meta a cumplir.
Entre 1907 y 1909, la tentativa de la expedición Nimrod de Ernest Shackleton de ir al Polo desde la base de Scott, pasando por el glaciar Beardmore, alcanzó una latitud de 88° 23' S, a menos de 180 km del Polo Sur. La utilización de esa área por parte de Shackleton fue muy mal tomada por Scott por el compromiso previo de Shackleton de no hacerlo, porque Scott la consideraba su área de trabajo exclusiva. Esto supuso un conflicto entre ellos y estimuló a Scott a superar los logros de Shackleton.
Scott veía en Shackleton un rival por su popularidad; en efecto, Shackleton fue recibido como un héroe a su regreso en 1909 y fue alabado por la prensa. Incluso fue convertido en noble por Eduardo VII.

## Preparativos

### Carrera al Polo Sur

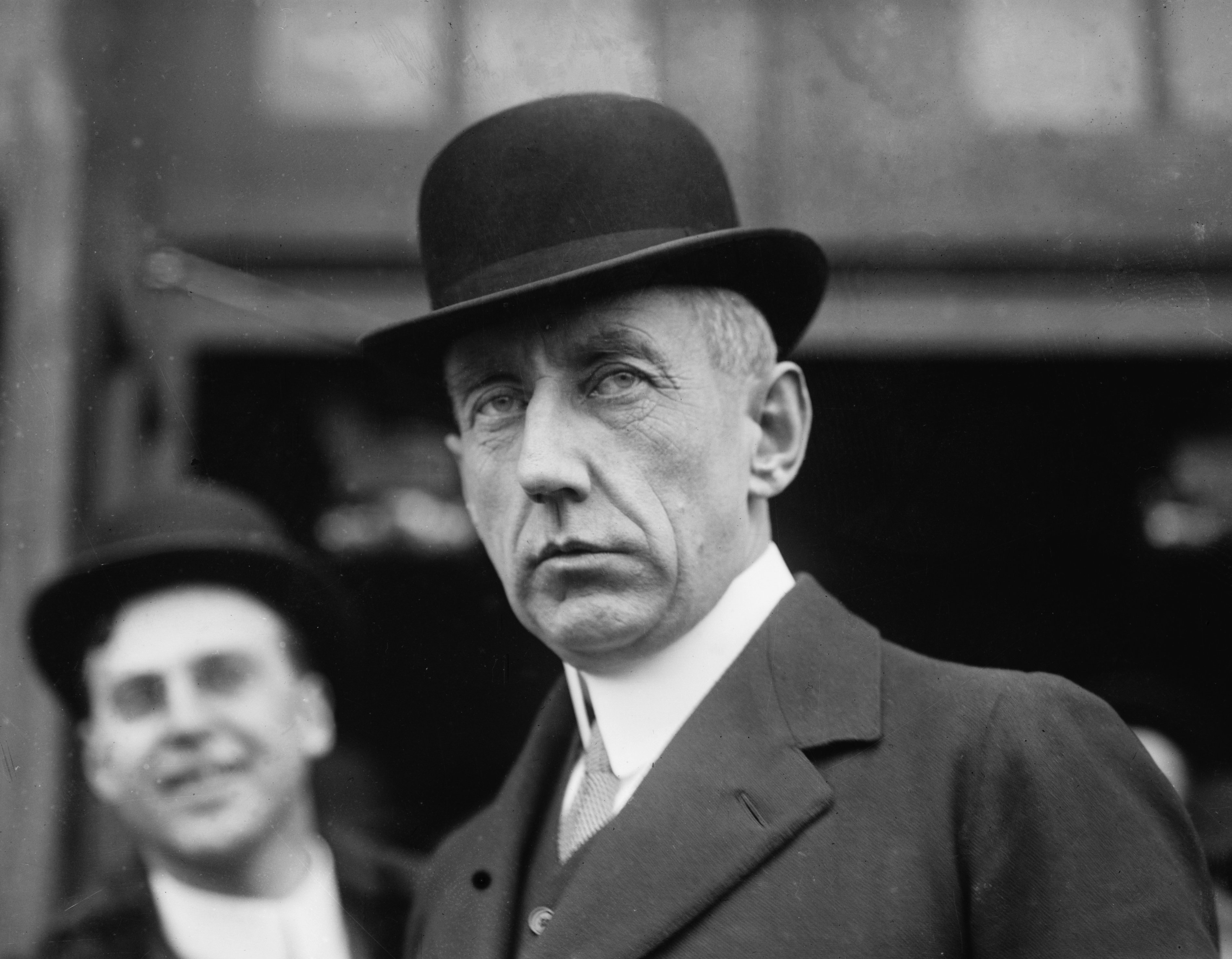
Roald Amundsen.

Scott no tenía durante sus preparativos ninguna razón para pensar que su viaje polar se convirtiera en una "carrera al polo". Douglas Mawson, que dirigía una expedición australiana de exploración, anunció claramente que había cartografiado la costa de la Antártida, casi inexplorada, al sur de Australia entre el cabo Adare y el monte Gauss. Scott le propuso unirse a su expedición, ya que su experiencia en la anterior expedición Nimrod habría sido apreciable, pero Mawson declinó la oferta porque tendría que abandonar sus planes, y el programa de la expedición de Scott estaba ya completo.

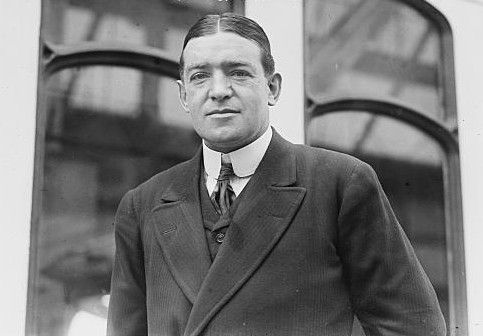
Ernest Shackleton.

Roald Amundsen, rival potencial, anunció que su expedición se dirigiría al Ártico. Amundsen tenía de hecho, en respuesta a los anuncios de septiembre de 1909 de la conquista del Polo Norte por Frederick Cook y Robert Peary, y animado por algunos de sus patrocinadores, la intención de revisar sus planes. Oficialmente, continuaría efectuando una parte del proyecto inicial en el Ártico, pero pasando por la Antártida.
Esto no asombró en aquella época, ya que el Canal de Panamá aún no existía y el Paso del Noroeste era todavía peligroso para los barcos de entonces. La ruta por el cabo de Hornos era la más razonable para dirigirse al estrecho de Bering. Sin embargo, estaba claro que Amundsen tenía la intención de ir al Polo Sur, y sostuvo mucho tiempo su versión oficial de que la expedición era hacia la costa oeste de América del Norte. Solo la tripulación, el rey Haakon VII de Noruega y Fridtjof Nansen estaban al corriente del cambio de planes.

### Financiación, barco, personal y medios de carga y transporte

#### Financiación

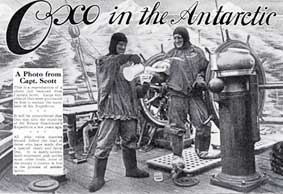
Publicidad de la compañía cárnica Oxo sobre su apoyo a la expedición.

Al contrario de la expedición Discovery, financiada conjuntamente por la Royal Society y la Royal Geographical Society, la expedición Terra Nova era una iniciativa privada, con un coste estimado de unas 40.000 £. Obtuvo la mitad de esta cantidad mediante subvenciones gubernamentales, pero el presupuesto era aún insuficiente, por lo que, ante la carencia de fondos, publicó sus planes y objetivos en el periódico Times, lanzando una convocatoria nacional en busca de patrocinadores que pudiesen proporcionarle cualquier tipo de ayuda para financiar su expedición. De este modo, numerosas empresas le proporcionaron el equipamiento  gratuitamente. La recolecta de fondos fue realizada en gran parte por Scott, con gran empleo de su tiempo y energía. La expedición comenzó en Londres, y mientras se dirigía a la Antártida fue recolectando fondos en las diferentes escalas que realizó en Sudáfrica, Australia y Nueva Zelanda.

#### El barcoTerra Nova

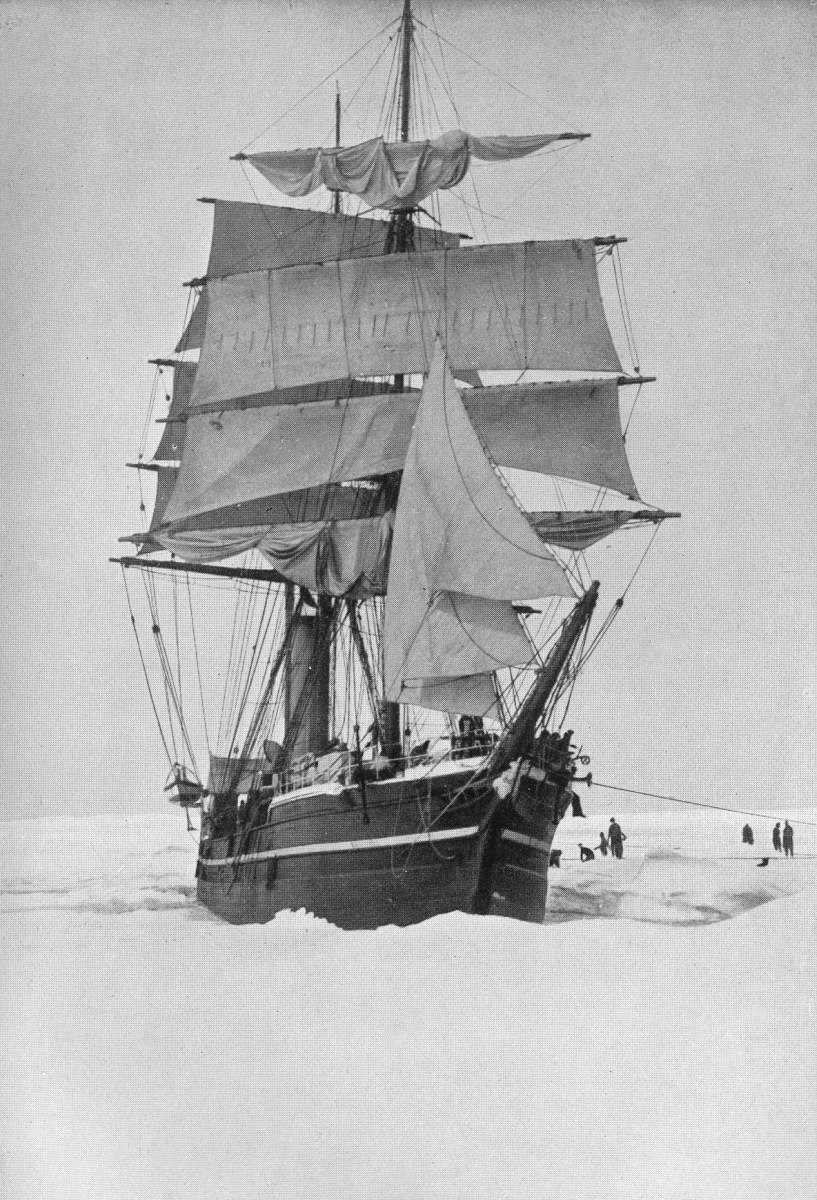
El Terra Nova en la banquisa.

El gasto más importante fue la compra del barco ballenero Terra Nova por 12.500 £, gasto que no incluía los costes de su adaptación. El Terra Nova ya había ido a la Antártida durante la segunda operación de socorro de la expedición Discovery. Scott, que deseaba que su barco tuviese un estatuto de navío de la marina bajo la White Ensign, se encuadró en el Real Escuadrón de Yates. Por esta razón, el Terra Nova escapó de las limitaciones del reglamento del Board of Trade, que lo habría considerado como no apto para navegar. También pudo imponer en el barco una disciplina similar a la de la marina.

#### Personal
Los 65 hombres que formaron el equipo de la expedición y de apoyo fueron elegidos entre 8.000 candidatos. Cincuenta eran militares, seis que estuvieron en la expedición Discovery y cinco que fueron miembros de la expedición Nimrod de Ernest Shackleton. El teniente Edward «Teddy» Evans, comandante y segundo de Scott para esta misión, había sido el oficial de navegación del SY Morning, el barco que llevó asistencia a Scott durante la expedición Discovery. Evans abandonó la idea de montar su propia expedición y aportó a Scott su sostén financiero.
El almirantazgo fue generoso abasteciendo a Scott con hombres y oficiales. Entre los miembros de la tripulación reclutados en la Royal Navy, además de Scott y Teddy Evans, se encontraba el teniente Harry Pennell, que llevaría el mando una vez que el equipo de exploración estuviera en tierra, así como dos tenientes-médicos, George Murray Levick y Edward Atkinson. Las circunstancias forzaron a Atkinson a tomar el mando del equipo de exploración durante una gran parte de 1912. El antiguo oficial de la Royal Navy, Victor «The Wicked Mate» Campbell, uno de los pocos del equipo de exploración que era experto esquiador, condujo la parte norte de la expedición. Los veteranos de la Antártida Edgar Evans, Thomas Crean y William Lashly también fueron escogidos.

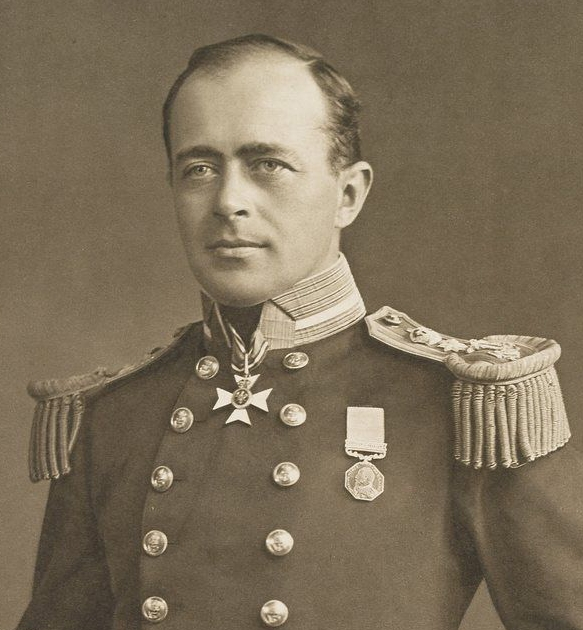
Robert Falcon Scott, el jefe de la expedición.

Scott eligió asimismo a otros dos oficiales de la marina: Henry Robertson «Birdie» Bowers, un teniente de la marina india, y Lawrence «Titus» Oates, un capitán de dragones. Oates, relativamente rico, fue voluntario a la expedición y aportó 1000 £ de sus propios fondos.
Siguiendo los consejos de Fridtjof Nansen, Scott reclutó también a Tryggve Gran, un joven noruego experto esquiador. En la realización de su estrategia de utilizar transportes mixtos, encargó a Cecil Meares la compra de equipos de perros, y reclutó a Bernard Day, el antiguo mecánico de Shackleton, para administrar los vehículos oruga. Oates se encargó de los caballos, aunque, inexplicablemente, Scott encargó la compra de éstos a Meares, incompetente en la materia, por lo que los caballos que adquirió resultaron de baja calidad y rendimiento.
Para llevar a cabo su programa científico, Scott seleccionó un personal más experimentado que el que llevó a la expedición Discovery, particularmente el director científico y zoólogo, Edward Adrian Wilson, uno de sus confidentes más próximos en el equipo y que anteriormente, en dicha marcha, se había manifestado ya como excelente científico, además de brillante ilustrador y explorador polar de calidad. Su equipo comprendía ciertos científicos que posteriormente tendrían una brillante carrera, como el meteorólogo George Simpson, el físico canadiense C.S. Wright, los geólogos Frank Debenham y Raymond Priestley. Thomas Griffith Taylor —el más experimentado de los geólogos— y el biólogo Edward Nelson que completaron el equipo. Apsley Cherry-Garrard fue seleccionado como zoólogo, aunque no contaba con formación científica alguna. Sin embargo, como protegido de Wilson, al igual que Oates, contribuyó a la financiación de la expedición con 1000 £, y a pesar de la negativa inicial de Scott, finalmente aceptó que se conservara su participación financiera. Esto impresionó a Scott, que fue presionado por Wilson para que aceptara. Destacó como un buen escritor con su libro El peor viaje del mundo, basado en la expedición. Herbert Ponting fue el que se encargó de llevar a cabo el reportaje fotográfico de la misión.

#### Medios de carga y transporte: caballos, perros y vehículos motorizados

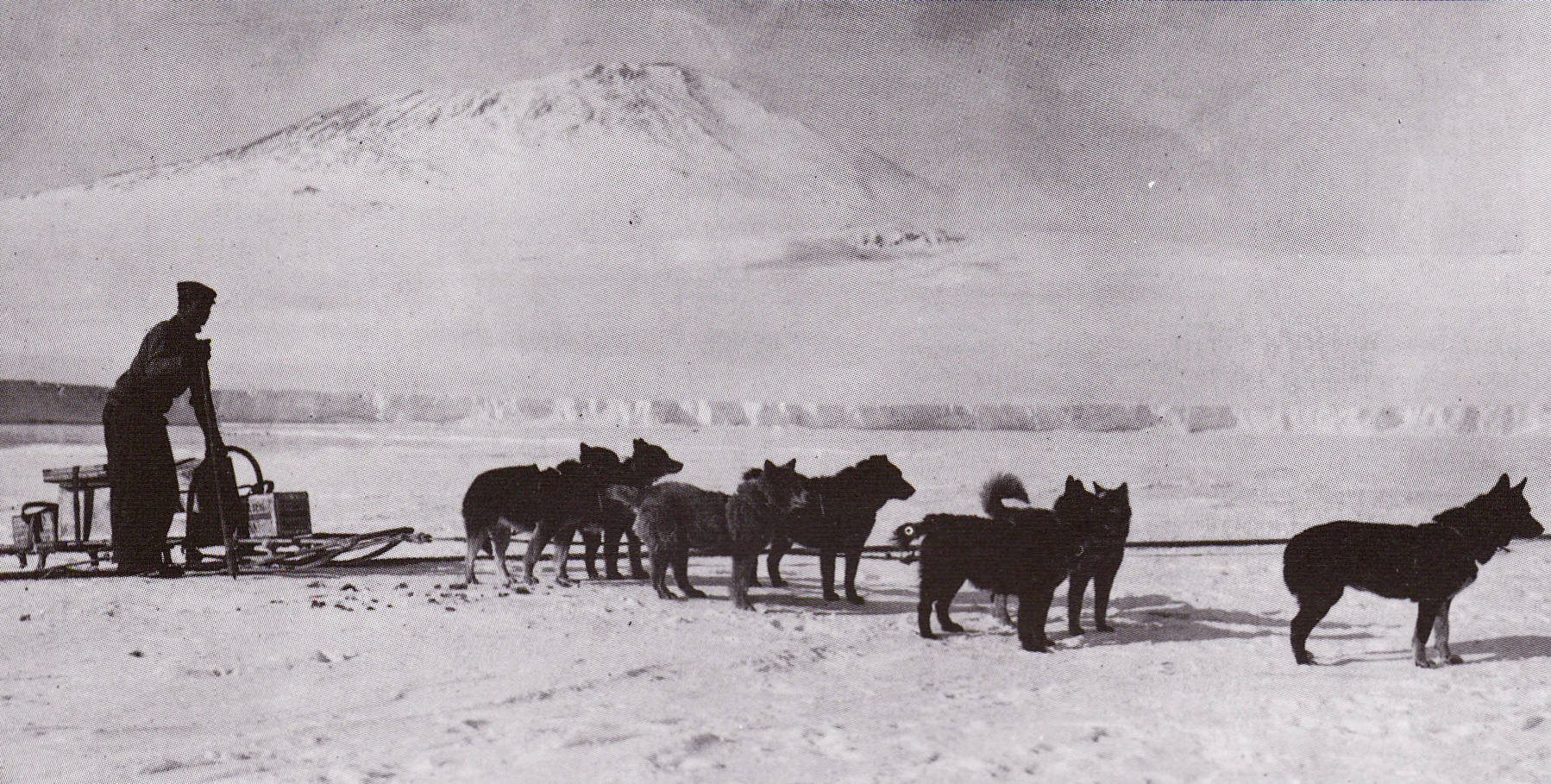
Perros de trineo de la expedición.

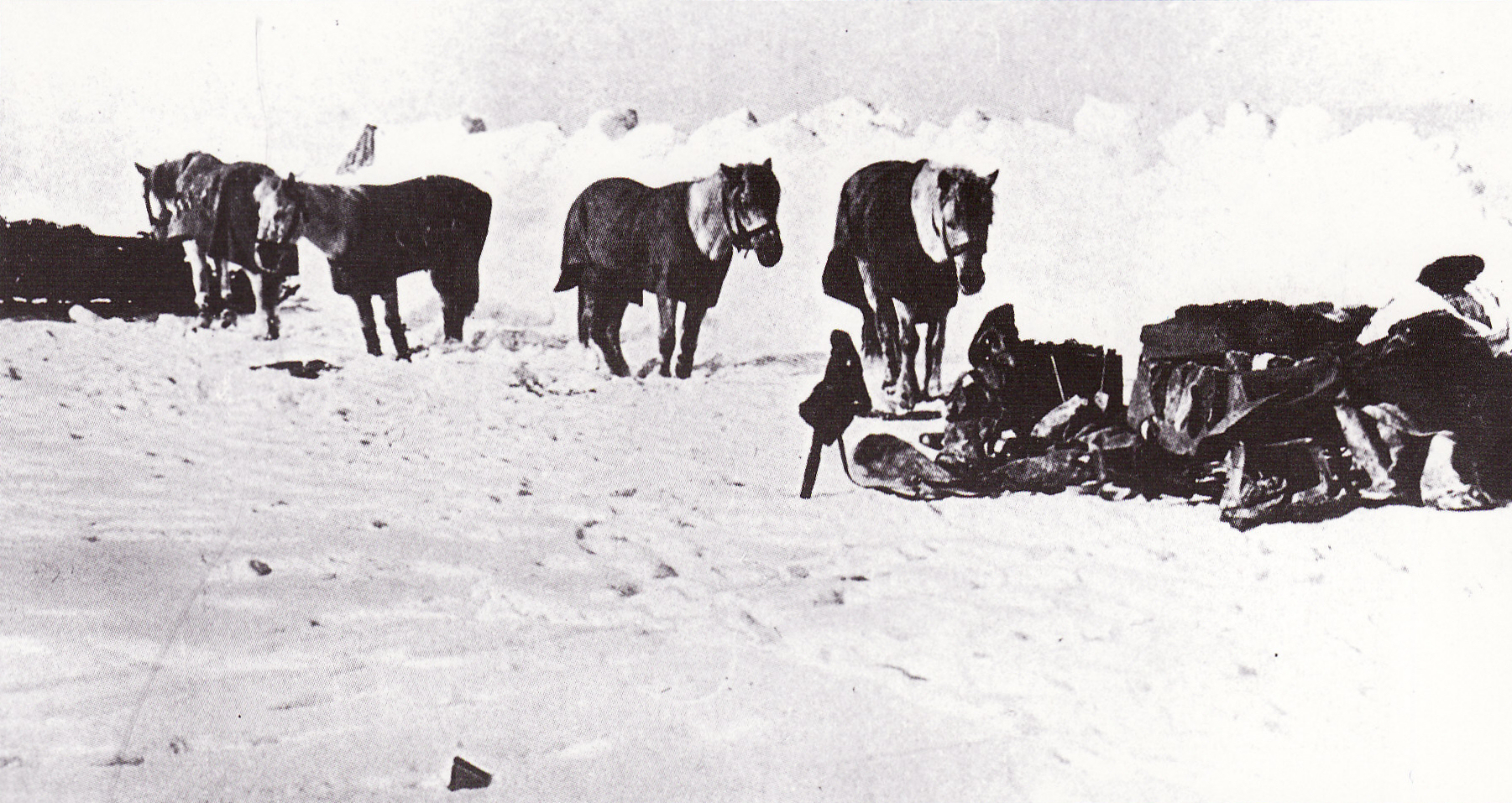
Caballos de Siberia de la expedición.

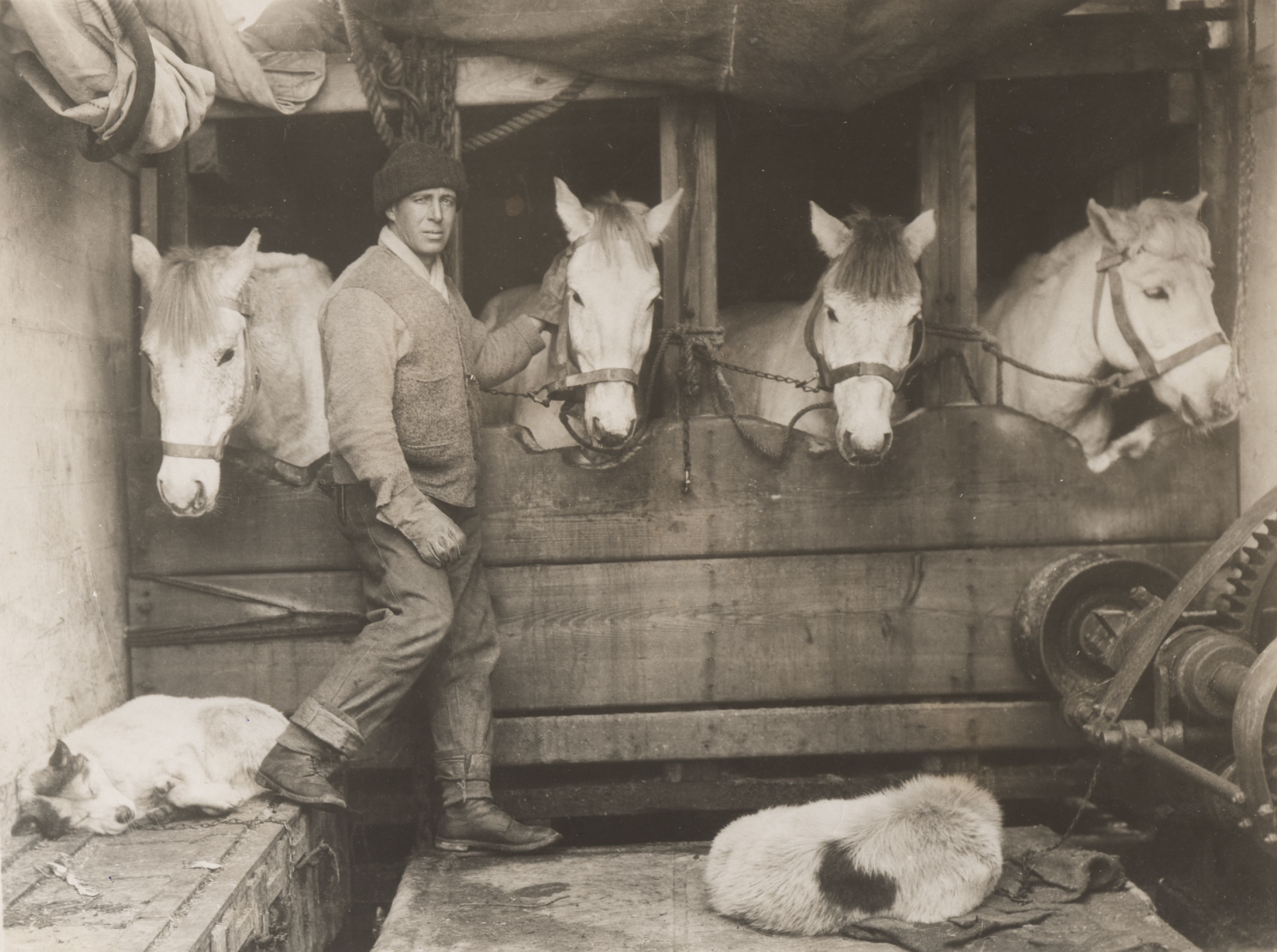
Lawrence Oates cuidando de los caballos de la expedición, a bordo del Terra Nova.

Meares se desplazó hasta Siberia para comprar 34 perros y 19 caballos. Sus conocimientos sobre canes eran excelentes, pero sus conocimientos en équidos eran más limitados, por lo que escogió mal. Oates, más competente en esta materia, se percató de ello durante la escala en Nueva Zelanda, pero entonces era demasiado tarde para cambiarlos. Los perros, caballos, tiendas de campaña, trineos y hasta los sacos de dormir, fueron patrocinados y dados nombre mediante un concurso llevado a cabo por estudiantes de escuelas.
Fridtjof Nansen prefería los perros a los caballos, ya que aunque un perro puede arrastrar una carga menor que un caballo (50 kg para un perro, 800 kg para un caballo) la cantidad de alimento en peso que éstos necesitan es mucho menor (750 g para un perro y 5 kg para un caballo) y el balance de los beneficios que podían aportar era por tanto más interesantes. Además, los perros resisten mejor el frío, ya que los caballos transpiran más y se les hiela el sudor sobre el cuerpo, y su menor peso hace que los perros se hundan menos en la nieve que los caballos.
Asimismo, compraron también tres vehículos oruga motorizados, ya que anteriormente habían probado con éxito este modo de desplazamiento en el puerto du Lautaret (Altos Alpes franceses), con Jean-Baptiste Charcot.

### Itinerario
El desarrollo de la expedición se planificó en tres partes, durante tres temporadas consecutivas:
- Primera parte, 1910-1911: Se establecería una base en la costa o en la región de la isla de Ross, que sería el campamento base de la expedición y el lugar de los experimentos científicos. Los trabajos científicos comenzarían por una exploración de la península de Eduardo VII o de la Tierra de Victoria, mientras que un equipo de geólogos trabajaría al oeste de las montañas Transantárticas. Sin embargo, la parte más grande del grupo se concentraría en el establecimiento de depósitos intermedios de víveres en la barrera de hielo de Ross en el itinerario previsto hacia el Polo Sur, con vistas a la segunda parte de la expedición.

- Segunda parte, 1911-1912: el viaje hacia el Polo Sur sería la actividad principal de la segunda parte. Participaría todo el personal disponible, pero únicamente en partes limitadas del trayecto. Seguirían el camino de Shackleton durante la expedición Nimrod a través de la barrera de hielo de Ross, por el glaciar Beardmore, después a través de la meseta Antártica, y de ahí al Polo Sur propiamente dicho. Los trabajos científicos y geológicos proseguirían tanto en la base como durante el trayecto.

- Tercera parte, 1912-1913: la tercera parte vería la finalización del programa científico. Además, si el primer viaje hacia el Polo no hubiese tenido éxito, eventualmente se intentaría en este periodo otra nueva travesía al Polo.

El Terra Nova no pasaría el invierno en la Antártida. Después del desembarco del grupo y del equipamiento al campo base, el equipo de apoyo exploraría el sector de campo, y permanecería en Nueva Zelanda. El barco regresaría en enero-febrero de 1912 para aportar abastecimiento, víveres y personal de reemplazo. Finalmente, el barco volvería por última vez en enero de 1913 para repatriar la expedición.
El éxito de esta empresa reposaba en la capacidad de Scott para combinar los diferentes modos de transporte. Los caballos y los vehículos motorizados ya habían sido utilizados por Shackleton durante la expedición Nimrod. Scott había observado que los caballos le habían sido muy útiles a Shackleton, y también había quedado impresionado por la potencia de los vehículos motorizados. Sin embargo, Scott tenía la intención de contar con trineos tirados por hombres para la mayor parte de su viaje polar, pero utilizaría los otros métodos de transporte para llevar las cargas a través de la barrera de hielo, lo que permitiría a los hombres guardar fuerzas para las etapas siguientes, el glaciar y la meseta.
Mientras que sus experiencias en el RRS Discovery habían hecho dudar a Scott de la fiabilidad de los perros de trineo, admitió que podían ser muy eficaces, y durante la expedición se sintió cada vez más impresionado por el trabajo que estos hacían.

## Primera parte (1910-1911)

### Inicio del viaje
El Terra Nova partió de Cardiff (Gales) el 15 de julio de 1910. Scott se unió a la tripulación en Sudáfrica, y tomó rumbo a Melbourne (Australia), donde continuó recaudando fondos. El Terra Nova siguió hacia Nueva Zelanda, a donde llegó el 28 de octubre.
En Melbourne, un telegrama de Roald Amundsen esperaba a Scott, informándole de que se dirigía hacia el sur: «Me tomo la libertad de informarle de que el Fram va de camino a la Antártida» («Beg to inform you Fram proceeding Antarctica»). Amundsen debía inicialmente ir al Ártico, pero este mensaje enviado después de pasar por Madeira, era un indicio de su compromiso con la «carrera hacia el Polo Sur». Scott se enfureció, pero ni él ni su esposa mencionaron este episodio en sus diarios, y continuó su recaudación de fondos en Australia. El barco llegó a Nueva Zelanda donde se completó su abastecimiento, particularmente los 34 perros, 19 caballos siberianos y tres vehículos motorizados. El Terra Nova partió de Lyttelton hacia la Antártida el 26 de noviembre de 1910.
Durante los primeros días de diciembre, una fuerte tormenta estuvo a punto de hacer fracasar la expedición: las bombas no conseguían extraer el agua que entraba en el barco y la tripulación tuvo que recoger el agua con cubos. Se perdieron dos caballos, un perro, dos toneladas imperiales de carbón y 65 litros de combustible, pero el barco se salvó. El 8 de diciembre, la nave se topó con el primer iceberg y entró en la banquisa a la latitud 65°8'S, quedando posteriormente inmovilizado durante 20 días, hasta que una brecha en el hielo le permitió continuar hacia el sur. Este retraso imprevisto significó un aumento del consumo de carbón, pero sobre todo una demora en la llegada a la isla de Ross, hecho que influyó en el retraso final de la expedición.

### Cabo Evans

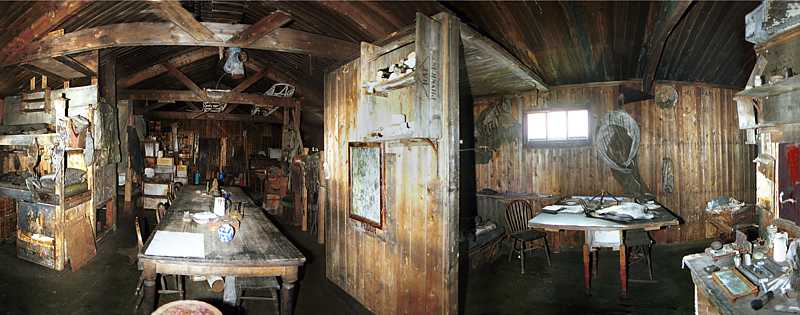
Fotografía moderna del refugio de la misión en el cabo Evans.

Una vez que llegaron a la isla de Ross, el 4 de enero de 1911, el Terra Nova buscó lugares para amarrar en el cabo Crozier, antes de ir hacia el estrecho de McMurdo situado al oeste de la isla, ya visitados por las expediciones Discovery y Nimrod. El Terra Nova se dirigió hacia un cabo que Scott llamó «Skuary» durante la expedición anterior, a 21 km aproximadamente de la antigua base de Scott de 1902 en la península de Hut Point. Scott esperaba que este lugar, renombrado como cabo Evans, fuera accesible por mar durante un periodo más largo que en Hut Point donde los barcos eran atrapados fácilmente por el hielo, como se produjo con el RRS Discovery.

Mapa de la isla de Ross, punto de partida de Scott hacia el polo sur.

En el cabo Evans, el equipo de la misión desembarcó con 17 caballos, 32 perros, tres vehículos motorizados (de los que uno se perdió durante la descarga), aproximadamente 30 toneladas de víveres y una cabaña prefabricada de madera para alojarse, que medía 15 m de largo y 7,7 de ancho. El 17 de enero el refugio ya estaba listo. El refugio sigue existiendo y el lugar está protegido. A veces es confundido con el refugio anterior de Scott en Hut Point, que también fue utilizado por la expedición como punto de partida y refugio para los trayectos hacia la barrera de hielo de Ross.

### Instalación de depósitos de alimentos y provisiones
El objetivo de la primera parte fue colocar una serie de depósitos en la barrera de hielo de Ross desde su límite norte (Safety Camp) hasta los 80° de latitud, que serían utilizados durante el viaje al polo que comenzaría la primavera siguiente. El último depósito era el más importante y fue identificado con el nombre de One Ton Depot. El trabajo fue realizado por doce hombres, los 8 caballos más fuertes y dos equipos con los perros de trineo. El estado del hielo impidió la utilización de los vehículos motorizados.

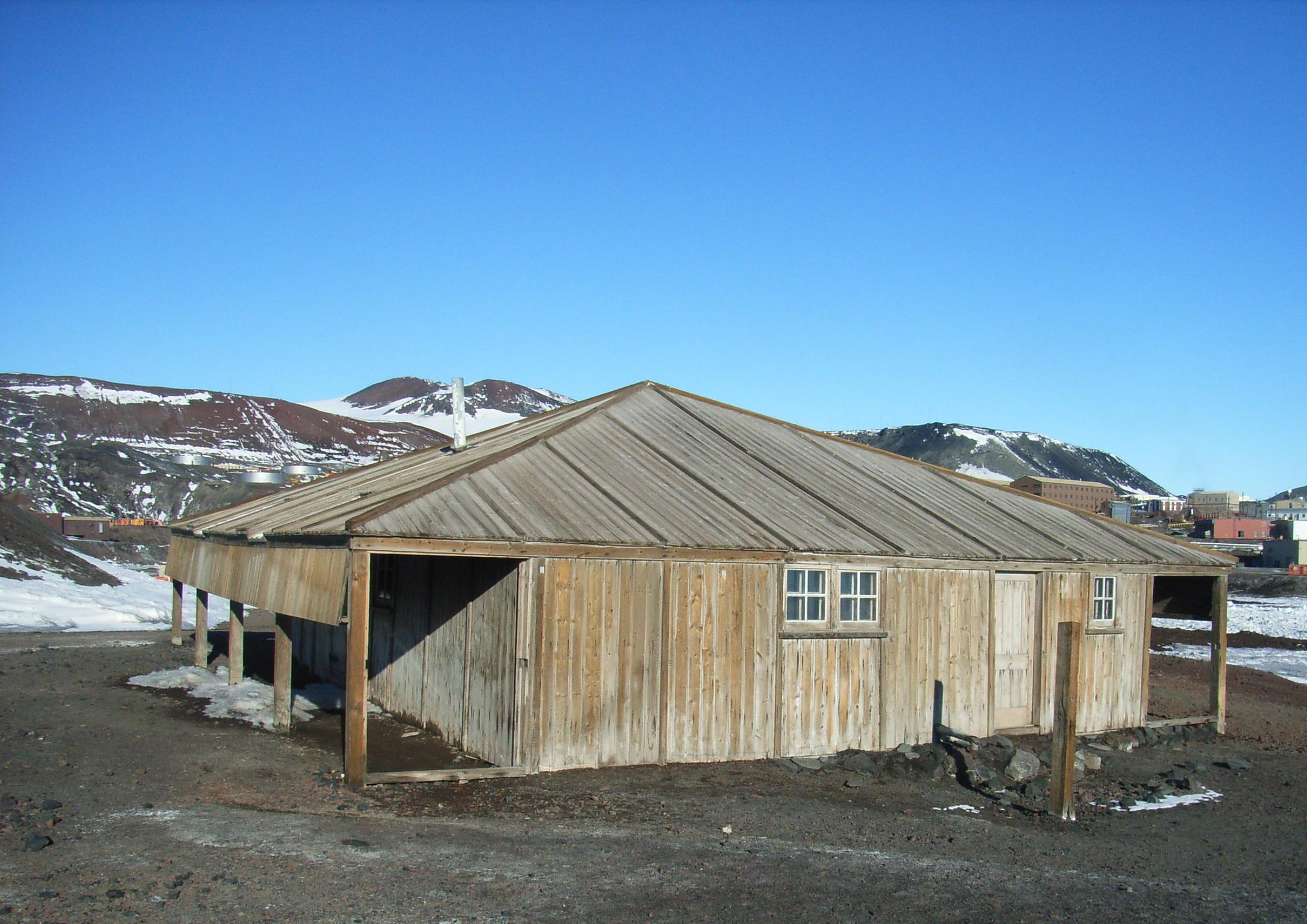
El refugio de la expedición Discovery en Hut Point, la Punta Hut, es decir, Punta de la Cabaña o Refugio, de la Isla Ross, en una fotografía reciente.

Debido al retraso en la llegada del Terra Nova, la primera parte tuvo que adelantarse y los preparativos se tuvieron que acelerar. La salida fue precipitada, sin tomarse tiempo para entrenarse o aclimatar a los animales, que ya habían sufrido gravemente durante el viaje en el barco. La progresión fue más lenta de lo previsto, ya que el rendimiento de los caballos se redujo por la falta de las raquetas que necesitaban para caminar por la barrera de hielo, y que olvidaron en el cabo Evans. Una nevasca obligó a los equipos a acampar después de establecer el Corner Camp a 64 km de Hut Point. Scott devolvió al campamento a los tres caballos más débiles (dos murieron durante el trayecto) para contar completamente con los otros 5 caballos y los perros, cuyo rendimiento le impresionaba cada día más. A medida que se acercaban a la latitud deseada, Scott se preocupaba por la suerte de los caballos, que no sobrevivirían si el equipo no regresaba inmediatamente. En contra de la opinión de Lawrence Oates, que quería continuar, matando a los caballos para alimentarse a medida que fuesen cayendo, Scott decidió crear el One Tone Depot a 79° 29' S, a más de 56 km al norte de su emplazamiento previsto. El establecimiento de este depósito a esta distancia tuvo consecuencias importantes durante el regreso a la vuelta de llegar al polo, un año más tarde.
Scott regresó al Safety Camp con los equipos de perros, y esperó que el equipo de los caballos, más lento, llegara. Una vez que llegaron, uno de ellos llegó en muy mal estado y murió poco después. Los caballos supervivientes cruzaron la banquisa cerca de Hut Point, en el momento de su desfallecimiento. A pesar de intentar rescatarlos, otros tres caballos murieron en el agua helada, sirviendo de alimento a las orcas. De los ocho caballos que emprendieron el viaje de instalación de los depósitos, sólo dos volvieron al campamento base.

### Actividades del invierno (1911)
La instalación de depósitos se terminó a mediados de abril de 1911. En ese momento se inició la primera expedición geológica hacia el oeste de las montañas Transantárticas. El equipo de Campbell dejó el campamento para ir a la Tierra de Victoria y un equipo de veintisiete hombres se instaló en el cabo Evans a la espera del invierno polar. Las principales actividades estuvieron orientadas a la persecución del programa científico, la planificación del próximo viaje polar, la preparación de las raciones, conferencias sobre temas diversos, espectáculos, la producción del South Polar Times y un viaje al cabo Crozier.

## Viajes principales (1911-1912)

### El «equipo Norte»
El programa de la expedición comprendía una exploración y una serie de trabajos científicos en la península de Eduardo VII, al este de la barrera de hielo de Ross. Estaba dirigida por Victor Campbell. Además de Campbell, el equipo estaba formado por Raymond Priestley, George Murray Levick, George P. Abbott, Harry Dickason y Frank V. Browning. El llamado «equipo Este» (Eastern Party) tenía como misión explorar la península de Eduardo VII, y, si esto no fuese posible, la Tierra de Victoria hacia el noroeste.
El 26 de enero de 1911 el Terra Nova partió de la isla de Ross en dirección al este, pero al no encontrar el grupo de exploradores un sitio para desembarcar en la península de Eduardo VII, Campbell decidió navegar hacia la Tierra de Victoria. A su regreso hacia el oeste, el Terra Nova vio que la expedición Amundsen había instalado un campamento en la bahía de las Ballenas, una bahía de la barrera de hielo. Roald Amundsen fue hospitalario y propuso a Campbell que se instalara en las proximidades de su campamento, y también le ofreció su ayuda y algunos perros, pero Campbell rechazó la oferta y regresó con sus hombres al cabo Evans para informar a Scott. El grupo de Campbell se convirtió entonces en el «equipo Norte», y navegó hacia el norte para instalarse en la bahía Robertson, cerca del cabo Adare, donde construyeron un refugio a poca distancia de las antiguas instalaciones del explorador noruego Carsten Borchgrevink.
El equipo Norte pasó el invierno de 1911 en la cabaña, pero cuando llegó el verano, su plan de exploración en luge no se pudo completar totalmente debido al estado del hielo del mar, y a su incapacidad para establecer un itinerario hacia el interior. El Terra Nova regresó a Nueva Zelanda el 4 de enero de 1912 y trasladó el equipo a Evans Cove, un lugar situado aproximadamente a 400 kilómetros al sur del cabo Adare y a 322 kilómetros al noroeste del cabo Evans. Debían regresar el 18 de febrero, al finalizar los trabajos geológicos, pero debido a unos bloques de hielo flotantes, el barco no los pudo recoger. El grupo, a pesar de las escasas raciones, pasó el invierno de 1912 en una cueva en la nieve que ellos mismos hicieron en la isla Inexpressible, pescando y cazando focas. Pasaron grandes dificultades —congelación, desnutrición y disentería— agravadas por los fuertes vientos y las bajas temperaturas, así como la incomodidad de su confinamiento en la cueva, donde se abrigaron con grasa de ballena.

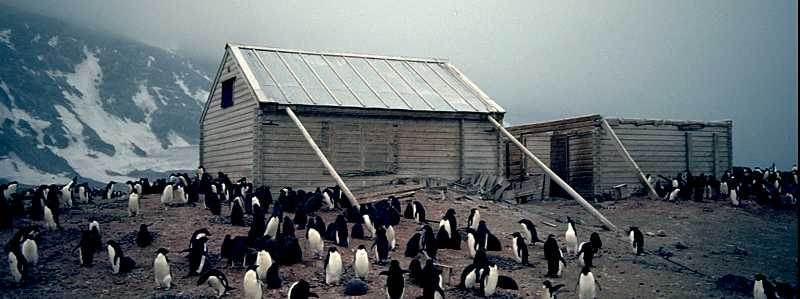
Refugio de la expedición Southern Cross de Carsten Borchgrevink en el cabo Adare.

A principios de abril de 1912, Edward Atkinson comandó al equipo del cabo Evans durante la ausencia del equipo que se dirigía hacia el Polo Sur, e intentó enviar cuatro hombres a la costa de la Tierra de Victoria para ayudar al equipo de Campbell. El grupo partió el 17 de abril, pero el intento fracasó debido al mal tiempo. El equipo Norte pasó el invierno glacial en su improvisada vivienda, y partieron hacia el cabo Evans, el 30 de septiembre de 1912 en un viaje en el que tuvieron que atravesar la difícil lengua de hielo Drygalski. A pesar de que Browning estaba muy enfermo y Dickason casi paralizado por la disentería, el grupo consiguió llegar al cabo Evans, después de un viaje peligroso, el 7 de noviembre. Los trabajos geológicos y los especímenes recogidos por el equipo fueron recuperados en el cabo Adare y Evans Cove por el Terra Nova en enero de 1913.

### Trabajos geológicos en el Oeste

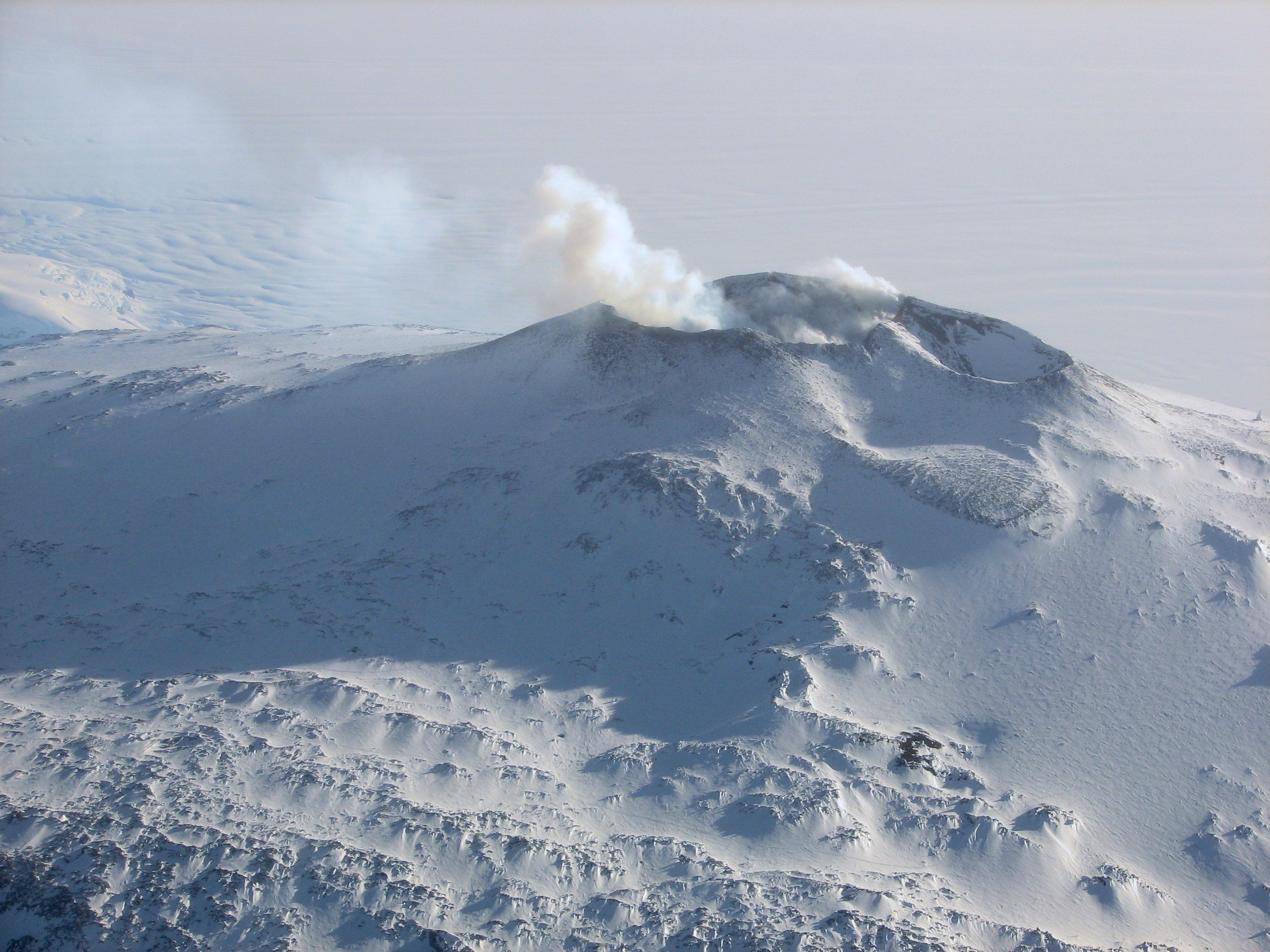
El monte Erebus en la Isla Ross, volcán activo.

Entre enero y marzo de 1911, una primera expedición geológica tenía como objetivo realizar la prospección geológica en la zona costera oeste del estrecho de McMurdo, en la región situada entre los valles secos de McMurdo y el glaciar Koettlitz. Este trabajo fue realizado por un equipo compuesto por Taylor, Debenham, Wright y Evans. Desembarcaron del Terra Nova el 26 de enero en Butter Point, frente al cabo Evans, en la orilla de la Tierra de Victoria. El 30 de enero, el grupo estableció su depósito principal en la región del glaciar Ferrar, y seguidamente efectuaron exploraciones y estudios en las zonas de los valles secos y del glaciar Taylor, antes de trasladarse hacia el sur hasta el glaciar Koettlitz. Después de realizar otros trabajos, dejaron el lugar el 2 de marzo y se dirigieron hacia el sur hasta llegar a la península de Hut Point el 14 de marzo.
Entre noviembre de 1911 y febrero de 1912 realizaron una segunda expedición geológica, que era una prolongación de los trabajos efectuados anteriormente, pero localizada en la región de Granite Harbour, aproximadamente 80 kilómetros al norte de Butter Point. Los hombres de Taylor fueron esta vez Debenham, Gran, y Forde. El viaje principal comenzó el 14 de noviembre y fue más difícil a causa de su trayecto por los hielos. Llegaron a Granite Harbour el 26 de noviembre. El equipo se instaló en un lugar bautizado como Geology Point, y construyeron un refugio de piedra. Durante las semanas siguientes, las exploraciones y trabajos se realizaron en el glaciar Mackay, y, al norte, y se identificaron y nombraron una o varias cordilleras. El equipo debía ser recogido por el Terra Nova el 15 de enero de 1912, pero el barco no los pudo recoger. Tuvieron que esperar hasta el 5 de febrero antes de partir hacia el sur y ser finalmente recogidos por el barco el 18 de febrero.
El Terra Nova recuperó las muestras geológicas de las dos expediciones en enero de 1913. El equipo Norte llevó a cabo otros trabajos geológicos, realizados por el equipo que partió hacia el Polo Sur por el glaciar Beardmore y por otro grupo que ascendió al monte Erebus, durante las últimas semanas de la expedición, en diciembre de 1912.

### Travesía al cabo Crozier

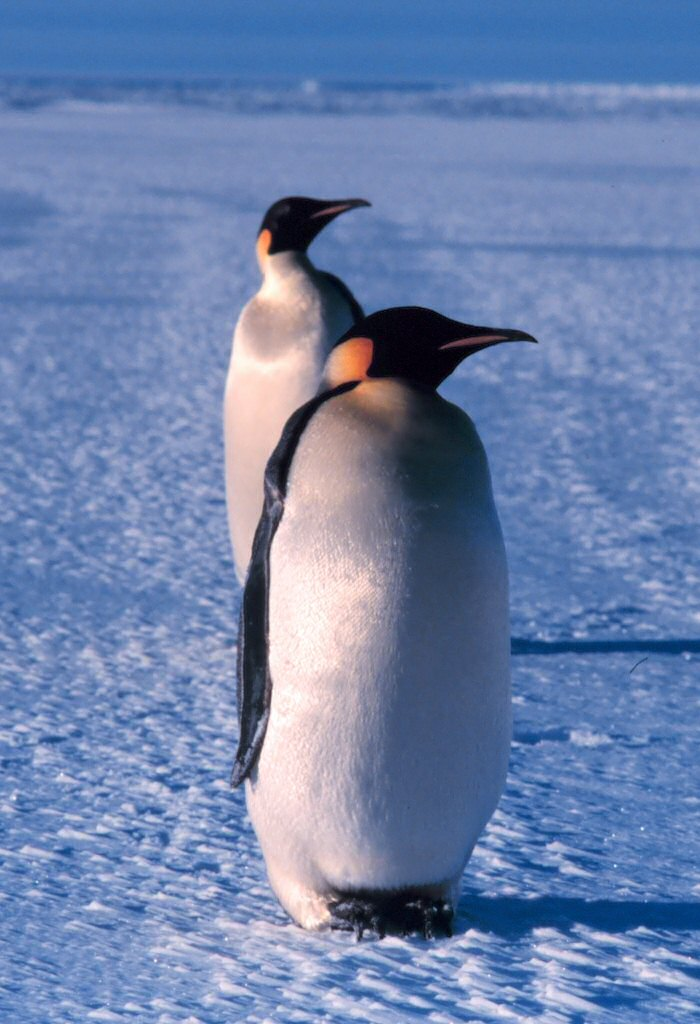
Pingüino emperador en el mar de Ross.

El viaje al cabo Crozier fue planificado por Edward Adrian Wilson, quien defendió la utilidad de continuar los trabajos zoológicos, cuyos primeros informes pertenecían a la expedición Discovery. Los miembros de la expedición Erebus y Terror fueron los primeros en dar una descripción de referencia del pingüino emperador en el libro The Zoology of the Antarctic Voyage of HM Ships Erebus and Terror («La zoología del viaje antártico de los barcos Erebus y Terror»), publicado en 1843 por J.E Gray y John Richarson, y por falta de observaciones científicas este animal fue considerado una especie de transición probable entre reptiles y aves.
El viaje consistió en obtener especímenes de embriones de los huevos de los pingüinos emperador del cabo Crozier, lugar importante de reproducción de la especie. El objetivo era poder observar «los puntos particulares dentro del desarrollo del ave». Tuvieron que realizar un viaje en pleno invierno con el fin de obtener huevos. El segundo objetivo era probar las raciones alimentarias y el material, para prepararse para el inminente viaje al polo sur. El 22 de junio de 1911 Bowers y Apsley Cherry-Garrard acompañaron a Wilson para realizar esta misión.
Ninguna otra expedición había intentado aún un viaje largo en la Antártida durante el invierno. Cherry-Garrard describió los diecinueve días y los 96 km hasta el cabo Crozier como un «horror», en los que las ropas y los sacos de dormir se helaban constantemente. El 5 de julio, la temperatura cayó a -60 °C y fue descrito como «un frío que nadie podría resistir en la oscuridad, llevando las ropas heladas». Algunos días, la distancia recorrida no pasó de una milla.
En el cabo Crozier, el equipo construyó un iglú con bloques de hielo, piedras y una delgada tabla de madera, que utilizaron para el tejado. Llegaron pronto para recoger los huevos de pingüino emperador, aunque las condiciones climáticas eran espantosas. Su iglú casi fue destruido por una nevasca con vientos de fuerza 11, obligando al equipo a quedarse en los sacos de dormir durante tres días. La tempestad también se llevó la tienda que debían utilizar para el regreso, pero afortunadamente la recuperaron a unos 800 metros aproximadamente del iglú. Negándose a abandonar sus especímenes, a pesar de las dificultades y los peligros que tenían que afrontar, el grupo regresó al cabo Evans el 1 de agosto. Los tres huevos que sobrevivieron al viaje fueron enviados al Museo de Historia Natural de Londres, y posteriormente fueron objeto de un informe de M. Cossar Stewart en la Universidad de Edimburgo. No obstante no consiguieron aportar las pruebas a la teoría de Wilson.
Apsley Cherry-Garrard describió este viaje como El peor viaje del mundo, y utilizó esta reflexión como el título del libro que escribió en 1922 sobre la expedición Terra Nova. Scott describió este viaje como una «hazaña maravillosa», y estaba muy satisfecho con las investigaciones, las raciones y el material: "Estamos muy cerca de la perfección, que es posible vistos nuestros conocimientos actuales".

### Travesía al Polo Sur

#### Primera etapa: Barrera de hielo de Ross

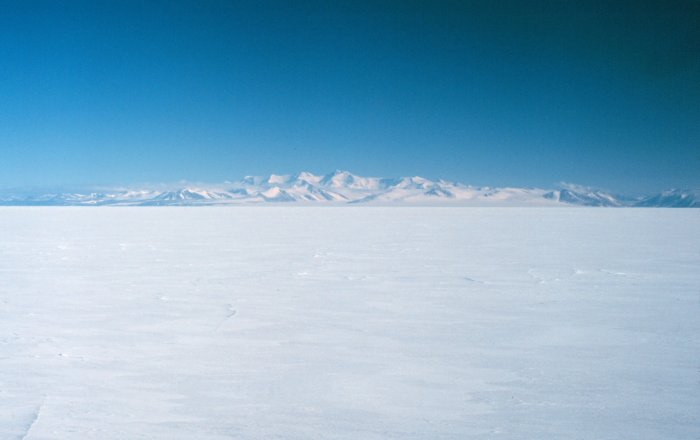
La barrera de hielo de Ross enfrente de la cordillera de la Royal Society.

El 13 de septiembre de 1911, Scott reveló sus planes para el viaje hacia el Polo Sur, un viaje de ida y vuelta donde recorrerían 2842 kilómetros (1766 millas) desde la península de Hut Point, con una duración estimada de 144 días. Dieciséis hombres comenzaron el viaje, utilizando los vehículos motorizados, los caballos y los perros desde la barrera de hielo de Ross hasta el glaciar Beardmore. En esta etapa, los perros regresarían al campamento base y se sacrificaría a los caballos para servir de alimento. Más tarde, doce hombres en tres grupos entrarían en el glaciar, izando y tirando del material ellos mismos. Sólo uno de estos grupos intentaría la conquista del polo, mientras que los otros dos harían de grupo de apoyo que regresarían a medida que fuesen alcanzando latitudes más cercanas al Polo, y la composición del grupo polar la decidiría Scott durante el viaje. Se trataba de un plan complejo, donde los cálculos de velocidad, de distancia y de consumo de raciones no eran fáciles.
El «equipo motorizado» (Edward Evans, Bernard Day, William Lashly y F. J. Hooper) partió del cabo Evans el 24 de octubre con dos vehículos con el fin de transportar el cargamento hasta la latitud 80° 30' S y de esperar a los otros equipos. Antes del 1 de noviembre los dos vehículos motorizados se averiaron, el segundo después de recorrer sólo 87 kilómetros, y los hombres debieron transportar los 336 kg de abastecimientos restantes recorriendo 241 kilómetros hasta el emplazamiento asignado, llegando con 2 semanas de retraso. Los otros equipos que dejaron el cabo Evans el 1 de noviembre, no se reunieron con ellos sino hasta el 21 de noviembre. Las malas condiciones meteorológicas, con una temperatura que no sobrepasaba nunca los -18 °C, y el rendimiento variable de los caballos, obligaron regularmente a desplazarse de noche, lo que ralentizó su avance.
El 24 de noviembre, Bernard Day y F. J. Hooper regresaron a la base. Los perros debían normalmente hacer la mitad del viaje, pero a causa del retraso, Scott decidió que continuaran el trayecto, informando de esto a George Simpson, encargado del campamento del cabo Evans en ausencia de Scott. El 4 de diciembre, la expedición acampó cerca de la "pasarela" (el paso entre la barrera de hielo de Ross y el glaciar Beardmore), debido a una tormenta de nieve, que obligó a los hombres a permanecer acampando hasta el 9 de diciembre y obligándoles a consumir raciones destinadas al viaje por el glaciar. Cuando la tormenta amainó, sacrificaron a los caballos restantes (habían matado a cuatro ya antes) y almacenaron su carne en depósitos o la añadieron a las raciones. El 11 de diciembre, Cecil Meares y Demetri Gerof volvieron con los perros que tenían que regresar al campamento. Los perros debían utilizarlos inicialmente para las misiones científicas durante la tercera parte del viaje, pero debido a sus excelentes prestaciones, Scott decidió utilizarlos para que ayudaran a los equipos polares a despejar el camino de vuelta.

#### Segunda etapa: Glaciar Beardmore

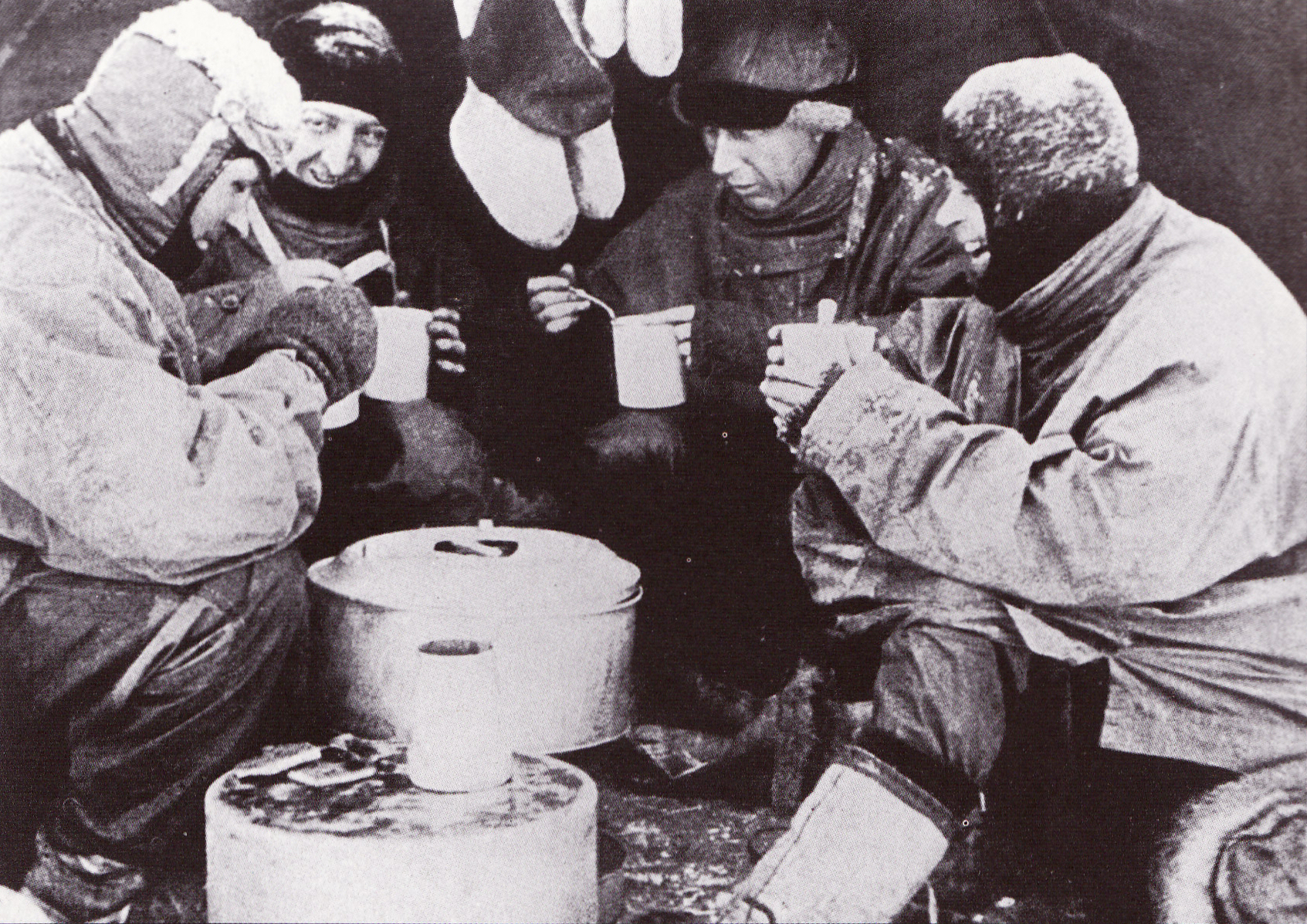
A la hora del desayuno, de izquierda a derecha: Evans, Bowers, Wilson y Scott.

Los doce hombres subieron el glaciar Beardmore e instalaron el 20 de diciembre el Upper Glaciar Depot. Scott no había decidido aún qué personas le acompañarían en el viaje final al polo. El 22 de diciembre, a una latitud de 85° 20' S, Scott hizo regresar a Edward Atkinson, Apsley Cherry-Garrard, C. S. Wright y Patrick Keohane como primer equipo de apoyo. Scott dio a Atkinson las órdenes relativas a los perros, y le pidió que vigilara el One Ton Depot —uno de los principales depósitos de la barrera de hielo de Ross—, que lo volviera a llenar de provisiones y que llevara a los perros más al sur para ayudar a regresar a los equipos que aún continuaban.
Los otros dos equipos continuaron más al sur en buenas condiciones, y recuperaron una parte del tiempo perdido en la barrera de hielo. El 4 de enero de 1912, a una latitud de 87° 32' S, Scott decidió la composición del último equipo: cinco hombres —él mismo, Edward Adrian Wilson, Lawrence Oates, Henry Robertson Bowers y Edgar Evans— continuarían, mientras que el teniente Edward Evans, William Lashly y Thomas Crean volverían como equipo de apoyo. La decisión, aunque muy reflexionada, fue sorprendente: todo hasta ese momento se había basado en equipos de cuatro hombres. Antes de partir, Evans recibió instrucciones más precisas concernientes a los perros. Durante el viaje de regreso del equipo de apoyo, Evans cayó gravemente enfermo de escorbuto. En el One Ton Depot, no pudo continuar la marcha, y fue transportado en trineo por sus compañeros hasta aproximadamente 8 km al sur de la península de Hut Point. Desde ahí, el 18 de febrero, Crean continuó solo hasta Hut Point y, por suerte, encontró a Atkinson y Demetri preparando a los perros para aprovisionar el One Ton Depot. Entonces formaron un equipo de socorro, y Evans fue transportado moribundo a Hut Point el 22 de febrero. Lashly y Crean (pero no Atkinson) recibieron posteriormente las medallas Albert por sus esfuerzos.

#### Tercera etapa: Polo Sur
El grupo del polo continuó hacia el sur, sobrepasando el punto más extremo de la expedición Nimrod de Ernest Shackleton (88° 23' S) (a 180 km del Polo Sur, punto que había alcanzado la expedición de Shackleton el 9 de enero de 1909, tres años antes). Siete días más tarde, a aproximadamente 24 km de su destino, encontraron una tienda con la bandera noruega de Roald Amundsen y los miembros del equipo comprendieron que habían sido adelantados. Alcanzaron el Polo Sur al día siguiente, el 17 de enero y descubrieron que Amundsen había llegado allí el 14 de diciembre de 1911. Los noruegos dejaron una tienda, algunos suministros y una carta para el rey Haakon VII con el fin de autentificar su hazaña, y una nota en la que pedía cortésmente a Scott que la entregara.

Lo peor ha ocurrido. Una simple ojeada nos revela todo. Los noruegos nos han adelantado... Mañana iremos hasta el polo, y luego volveremos a la base lo más rápidamente posible.
Diario de Scott, 16 de enero de 1912.

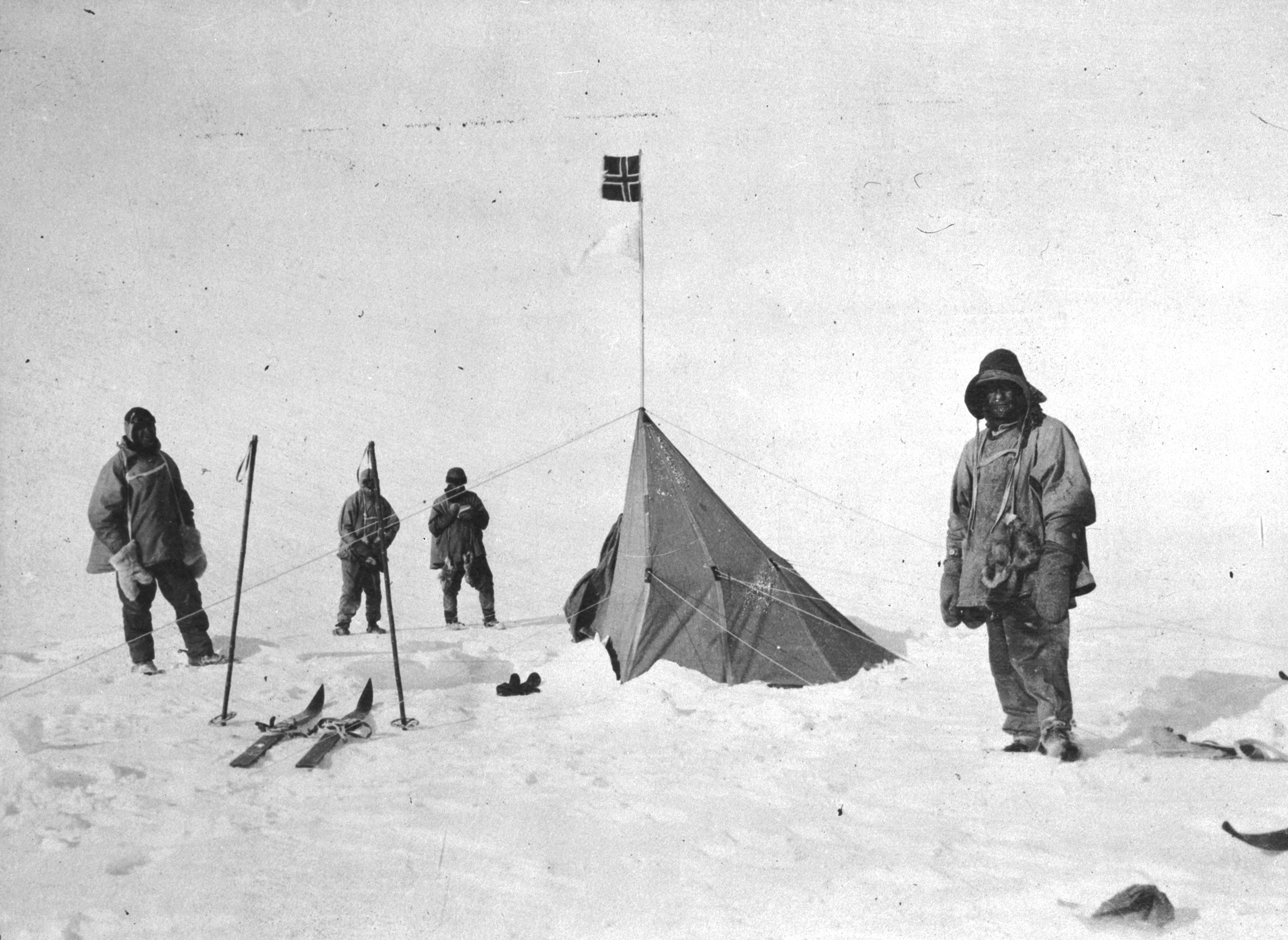
Scott y sus hombres en la base dejada por Roald Amundsen, Polheim, en el Polo Sur. De izquierda a derecha: Scott, Bowers, Wilson y Evans. La foto fue tomada por Oates.

La llegada con un mes de antelación de Amundsen causó una gran decepción, pero no fue una sorpresa. La instalación de Amundsen en la bahía de las Ballenas había sido ya un aviso notable. Los noruegos utilizaron únicamente perros, con los que tenían una gran experiencia. La estrategia de transporte mixto de Scott fue más dura para los hombres, y obligó a salir con más retraso para que los caballos tuvieran un tiempo más favorable. En comparación, el viaje de Amundsen al polo duró 57 días, en contraste con los 79 del de Scott, y Amundsen comenzó 12 días antes.

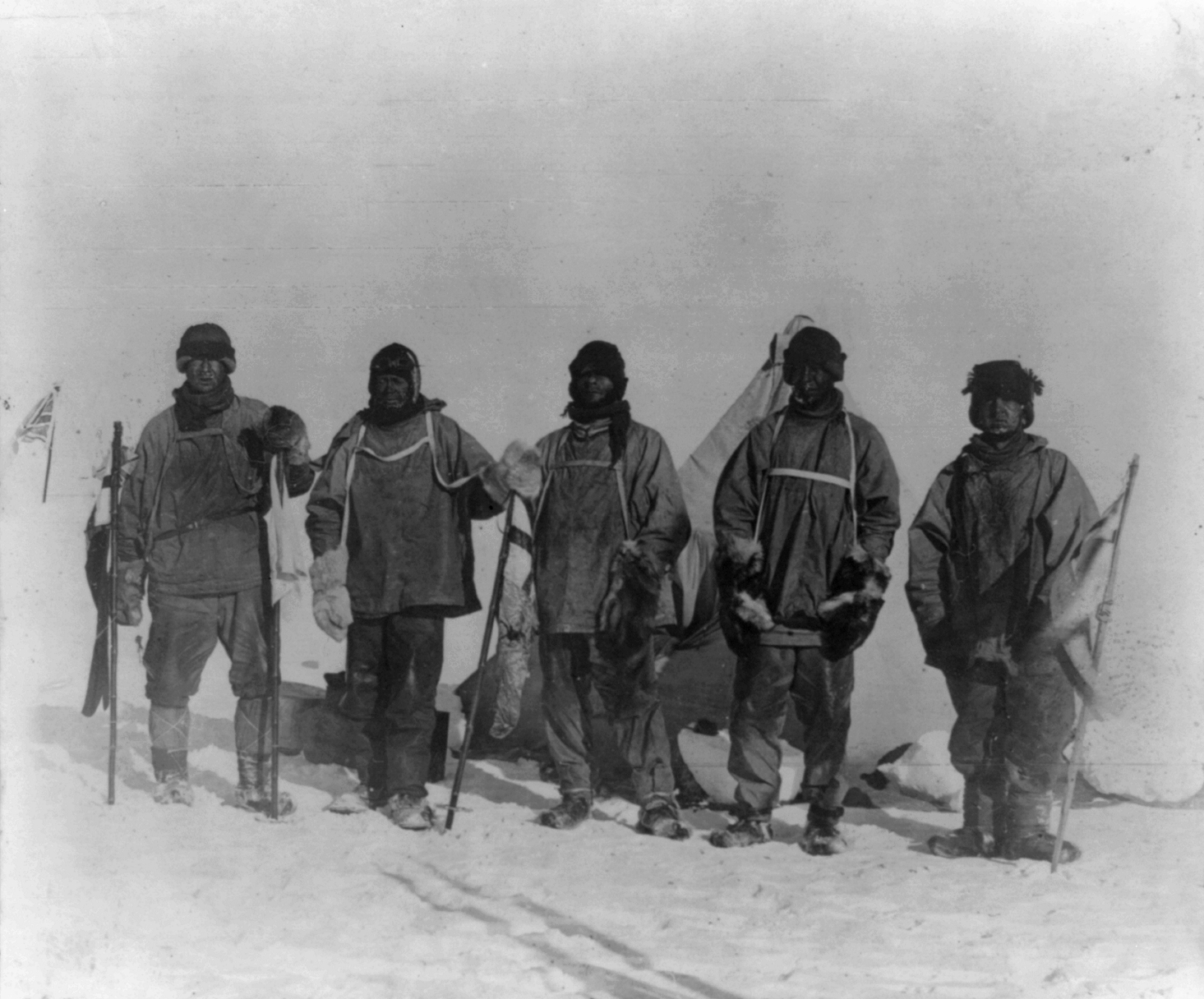
Fotografía en el Polo Sur con todos los miembros de la expedición. Puede observarse a Wilson (el más a la izquierda) sujetando una cuerda para activar el disparador de la cámara y así aparecer todos en la imagen. La fotografía fue encontrada en noviembre de 1912, diez meses después, cuando todos los miembros de la expedición ya habían fallecido

Después de confirmar su posición y plantar su bandera, Scott y sus hombres regresaron al campamento base al día siguiente, y durante tres semanas progresaron razonablemente con una media de 23 km diarios. Sin embargo, el tiempo pasaba y las temperaturas alcanzaban los -29 °C, la nieve se volvía cada vez más dura y espesa, aumentando la adherencia de los esquís y la dificultad de tirar del trineo. El 7 de febrero comenzaron el descenso del glaciar Beardmore, pero la localización de los depósitos era difícil. A pesar de eso, Scott ordenó media jornada de trabajos geológicos y añadieron 14 kg de muestras al cargamento. La salud de Edgar Evans se deterioró rápidamente, una herida en la mano no se le curaba, estaba gravemente afectado por el frío y puede que se hubiese herido en la cabeza tras varios golpes con el hielo. Todos los miembros del equipo fueron víctimas de la desnutrición, pero como Evans era el mayor, pensaron que era por ese motivo que estaba más afectado. Cerca del pie del glaciar, no aguantó más y falleció el 17 de febrero.

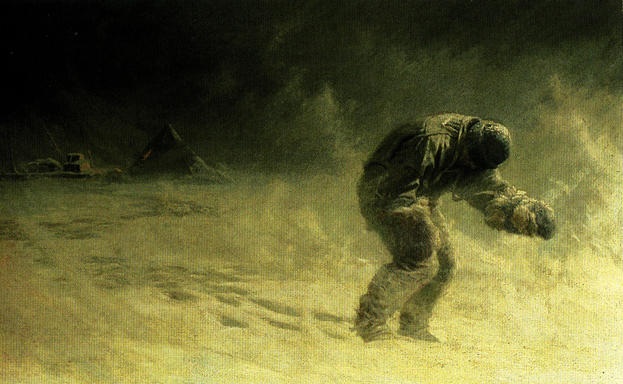
Cuadro titulado "A very gallant gentleman" de J.Ch.Dollman, que homenajea la valerosa salida final de Oates

Al llegar nuevamente a la barrera de hielo, el equipo sufrió unas condiciones meteorológicas extremas, jamás registradas en este medio hostil. Esto, combinado con su debilidad a causa de la deshidratación y la malnutrición y el escorbuto, sellaron su suerte. Como la marcha progresaba muy lentamente, se volvió cada vez más difícil sobrevivir con las raciones recuperadas en los depósitos. Lawrence Oates, con una vieja herida de guerra en el pie, paralizado progresivamente por la congelación, cada vez se vio más incapaz de continuar. El 17 de marzo, el día de su 32 cumpleaños, sabiéndose condenado por la gangrena, y adivinando que sus compañeros se negarían a abandonarle, prefirió sacrificarse por el bien del equipo. Abandonó la tienda y dijo unas palabras que se convertirían en célebres: «voy a salir y posiblemente me quedaré mucho tiempo», antes de desaparecer en la nevasca. La pintura A Very Gallant Gentleman del pintor británico John Charles Dollman es un homenaje muy conocido a su acción.
Este sacrificio deliberado no fue suficiente para salvar al resto. Scott, Wilson y Bowers continuaron luchando hasta quedarse a unos 18 km del One Ton Depot, pero quedaron bloqueados el 20 de marzo por una violenta nevasca. «Imposible avanzar», consignaba Scott en su diario, aunque cada día lo intentaron. Las existencias llegaron a su fin. El diario de Scott, a día 29 de marzo, la fecha que se cree de su muerte, termina con estas palabras:

Todos los días estamos dispuestos a partir hacia nuestro depósito a 11 millas, pero  a la entrada de la tienda persiste un remolino de nieve. No pienso que podamos esperar nada mejor ahora. Perseveraremos hasta el final, pero nos estamos debilitando, por supuesto, y el final no puede estar lejos. Es una lástima, pero creo que no puedo escribir más. R. Scott. Por Dios cuida de nuestra gente.

## Asistencia al equipo polar (1912)

### Abastecimiento delOne Ton Depot

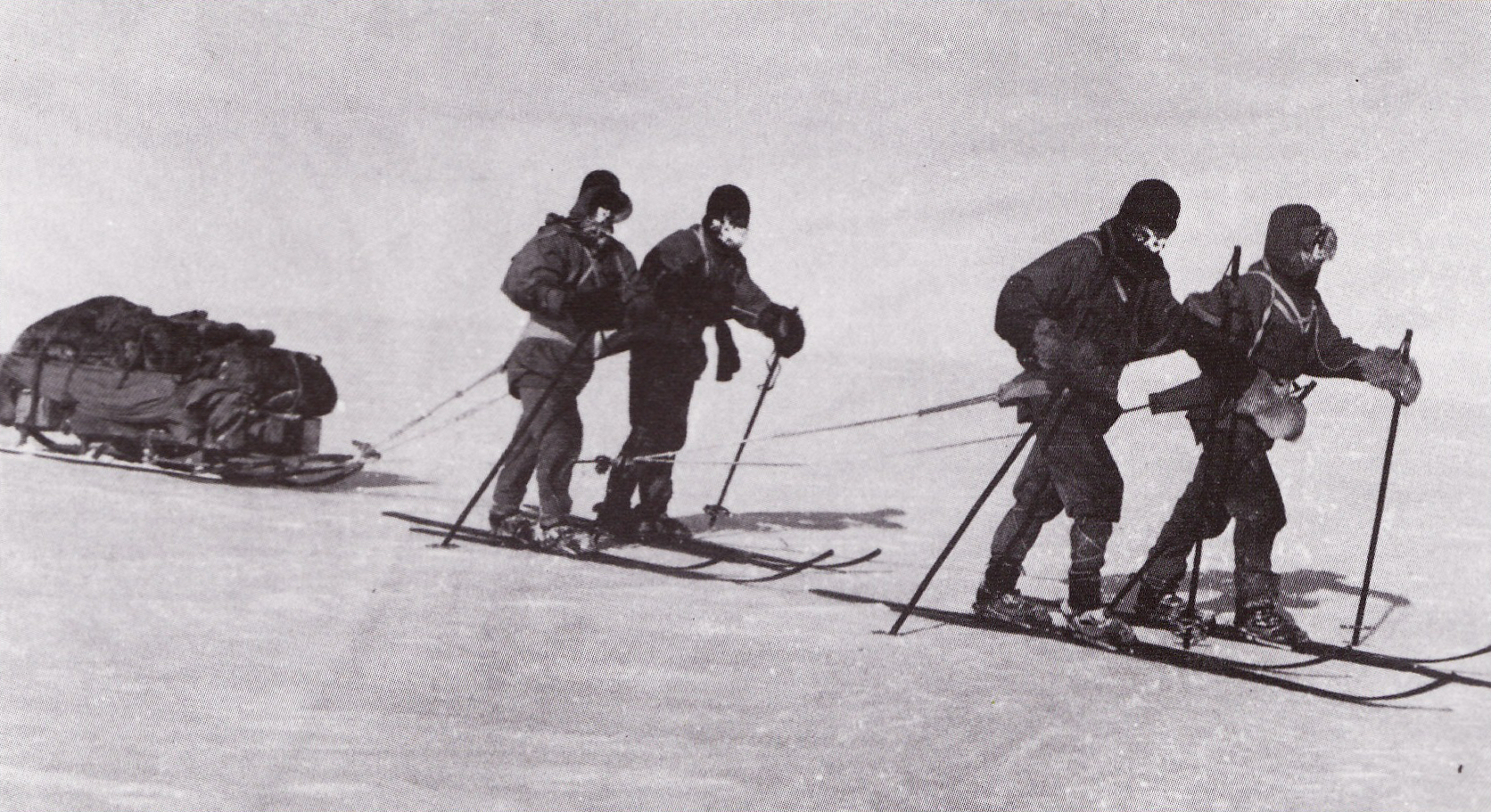
El regreso del polo.

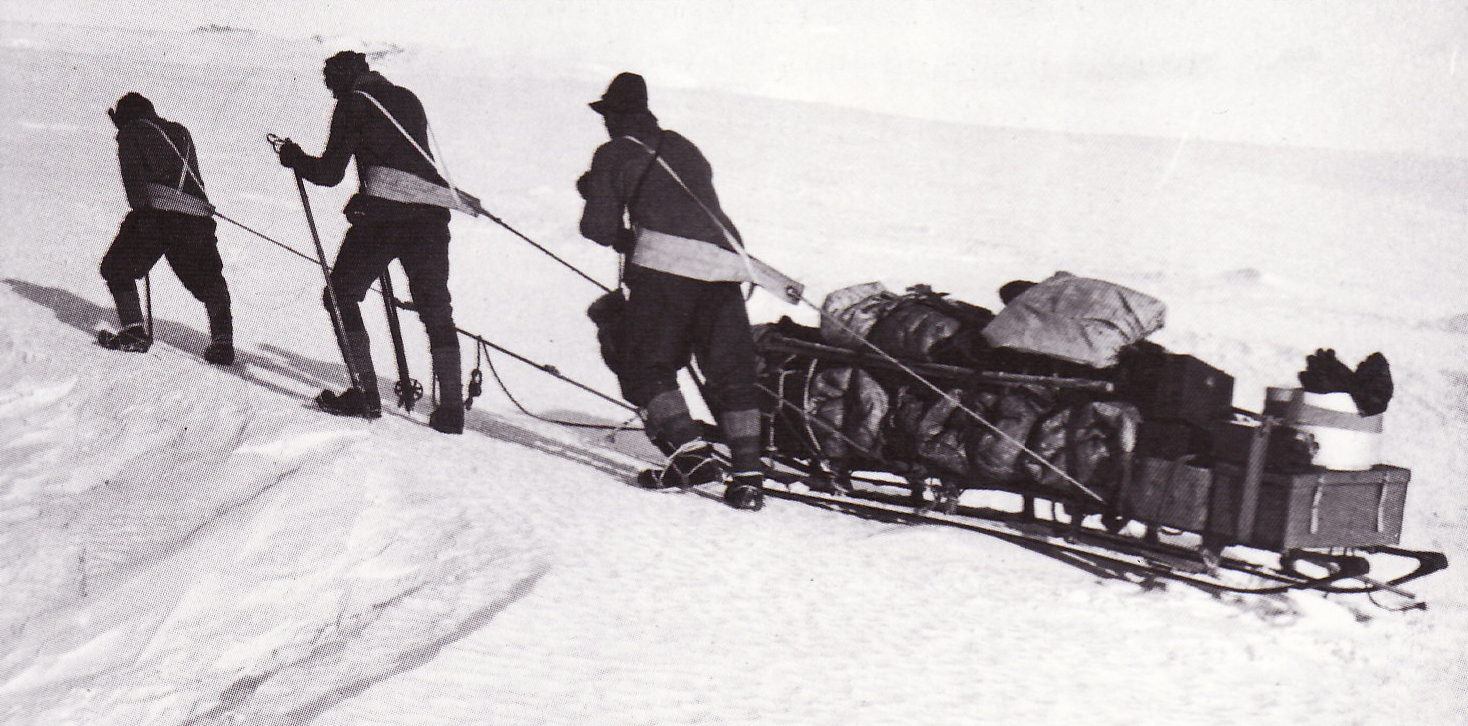
Miembros de la expedición tirando del trineo.

Scott había ordenado el abastecimiento del One Ton Depot a Meares, y después repitió sus instrucciones a Simpson, justo antes de iniciar el viaje al polo. El depósito debía contener «cinco raciones XS (Extra Summit)», o como mínimo tres, además de alimento para los perros, y debía estar preparado para el 10 de enero de 1912". Cuando Atkinson regresó al cabo Evans, el 28 de enero, supo que las tres raciones mínimas se habían colocado, pero el depósito y el alimento necesario para los perros no. Decidió llevar él mismo las dos raciones a One Ton, pero aparentemente no encontró nada de alimento para los perros.
La urgencia del salvamento del teniente Evans en la barrera de hielo forzó a Atkinson a cambiar sus planes y en confiarle la misión de abastecimiento del depósito a Cherry-Garrard. Fue acompañado por el musher Demetri Gerof. Atkinson no temía aún por el equipo polar, ya que cuando Evans vio al equipo por última vez en la meseta Antártica, se desplazaban a buen ritmo y en los plazos previstos. Atkinson dio órdenes a Cherry-Garrard que escribió más tarde que debían «ir lo más rápido posible al One Ton Depot y dejar el alimento ahí. Si Scott y su equipo no llegan allí antes que yo, yo decidiré por mi mismo lo que hay que hacer» y «Recordad que Scott no depende de los perros para su regreso y que ellos no iban a tentar su suerte con los perros». El informe de Atkinson también indica esto mismo.

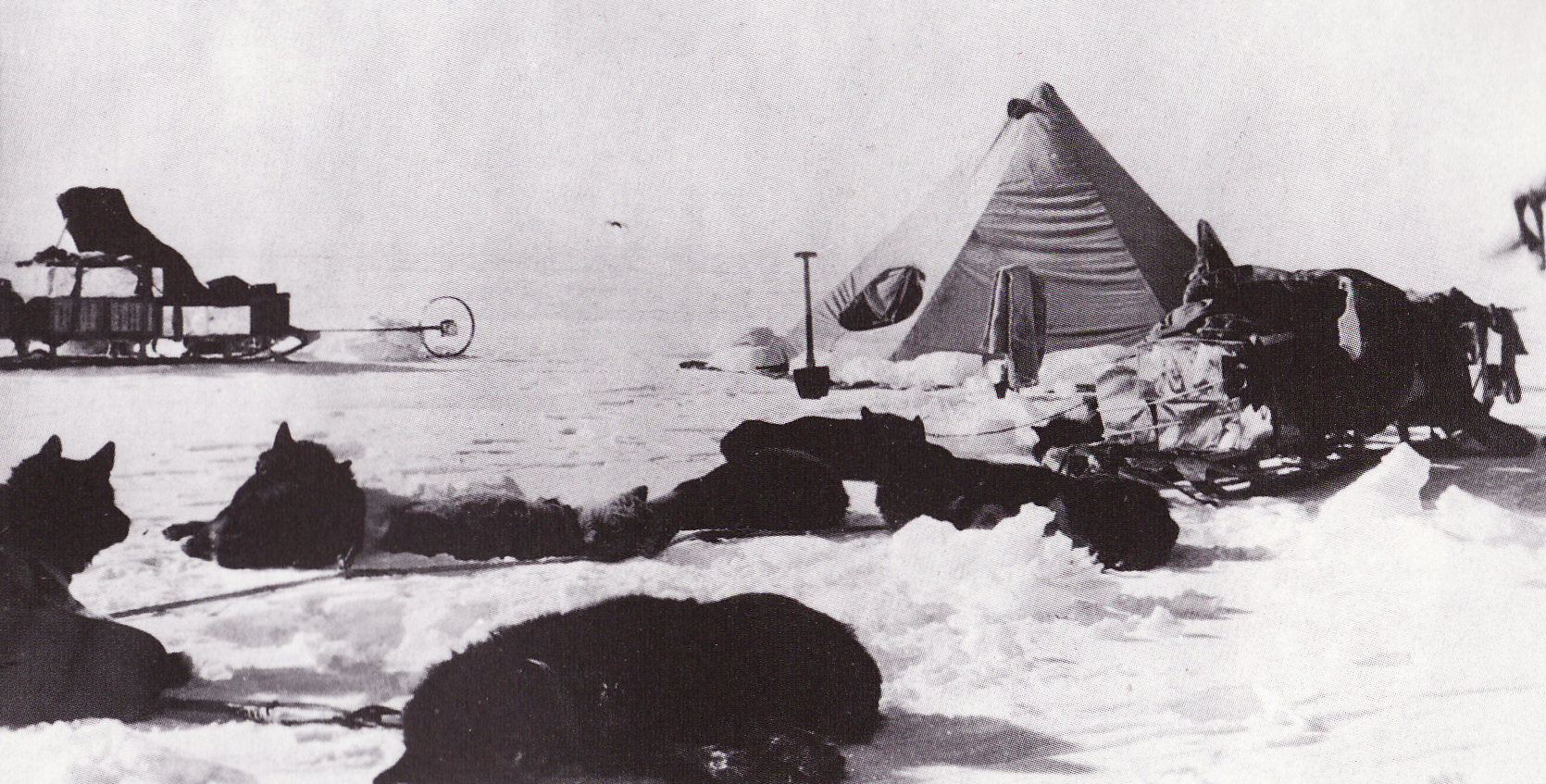
Uno de los muchos campamentos temporales de la expedición.

El 26 de febrero, Apsley Cherry-Garrard partió de la península de Hut Point con Gerof y dos jaurías de perros. Llegaron al One Ton Depot el 4 de marzo y depositaron las raciones suplementarias. Scott no estaba allí. Con víveres para ellos y los perros para veinticuatro días, podían esperar ocho días aproximadamente antes de regresar a Hut Point. Una alternativa a la espera era partir hacia el sur en busca del equipo polar, pero debido a la ausencia de depósitos de alimentos para los perros y que no quería condenar a los perros infringiendo las órdenes de Scott de no ponerlos en peligro, Cherry-Garrard decidió esperar a Scott. El 10 de marzo, tras el empeoramiento de las condiciones meteorológicas, con los víveres escaseando, e ignorando que el equipo luchaba por sobrevivir a menos de 113 km, Cherry-Garrard regresó al campamento, llegando a Hut Point el 16 de marzo. Atkinson escribió posteriormente: "estoy convencido de que cualquier otro oficial de la expedición no lo podría haber hecho mejor", pero Cherry-Garrard se sintió responsable durante toda su vida, preguntándose si podía haber tenido alguna opción de salvar al equipo de Scott.

### Último esfuerzo
Después del regreso de Cherry-Garrard del One Tone Depot sin noticias de Scott, la ansiedad aumentó lentamente. Atkinson decidió hacer otro viaje más para intentar llegar hasta el equipo polar, y el 26 de marzo partió con Keohane con provisiones para dieciocho días y un trineo del que tiraban ellos mismos. Con unas temperaturas muy bajas (-40 °C), alcanzaron el Corner camp el 30 de marzo, cuando según la opinión de Atkinson, las condiciones meteorológicas, el frío y la época del año convertían en algo imposible seguir progresando hacia el sur. Atkinson anotó: "En mi cabeza, estaba seguro de que el equipo polar había fallecido", y regresó con Keohane a Hut Point.

### Equipo de búsqueda

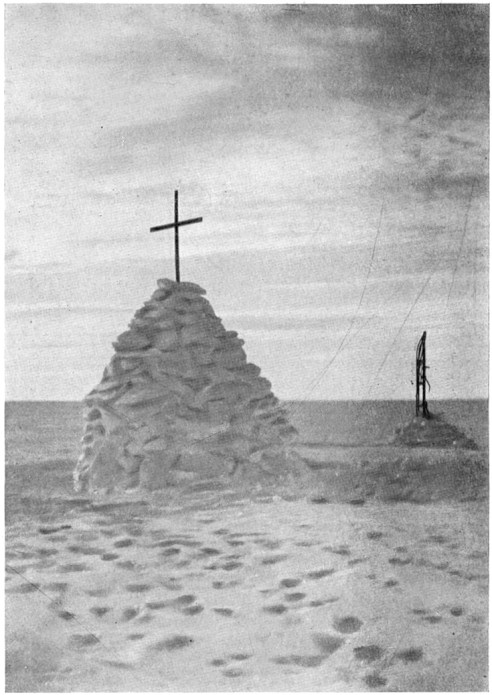
Tumba de Scott, Wilson y Bowers

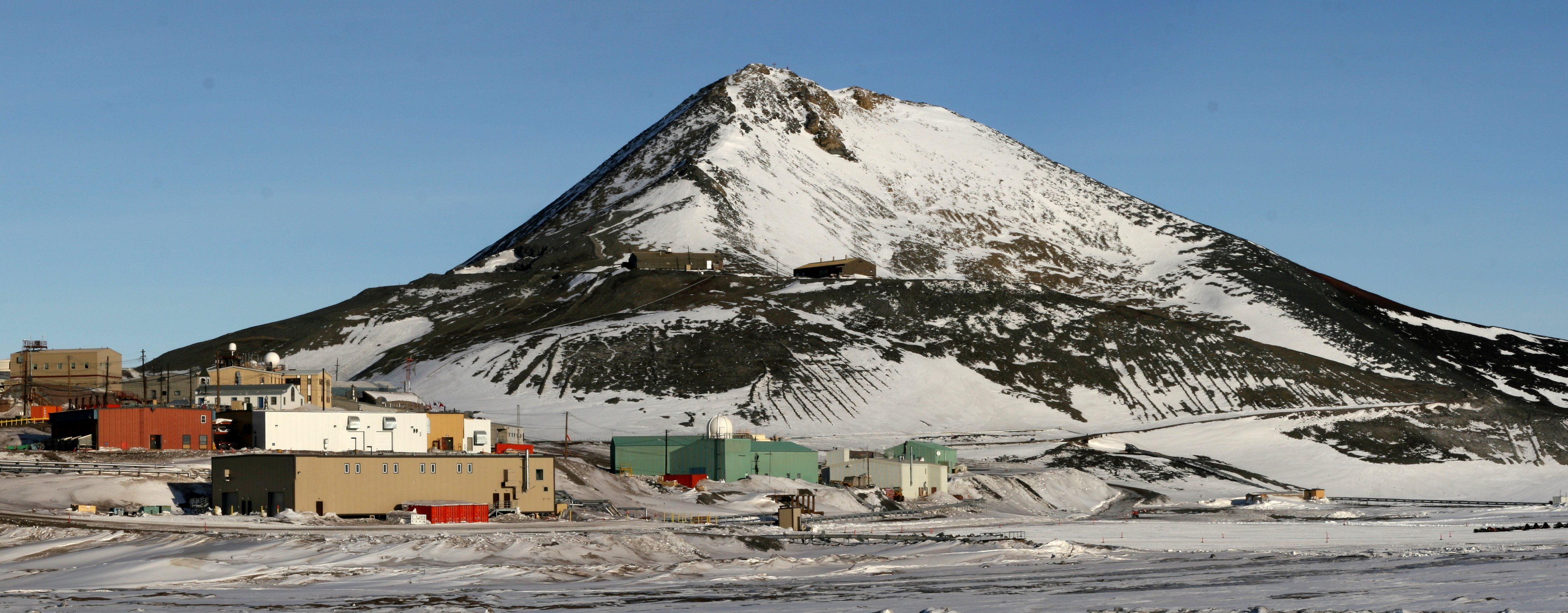
La colina Observation Hill, cerca de Hut Point. Se erigió en la cumbre de esta colina una gran cruz de madera en memoria de los muertos de la expedición.

Los otros miembros de la expedición prosiguieron sus trabajos científicos durante todo el invierno. El 29 de octubre de 1912, Atkinson condujo un equipo de búsqueda con mulas para averiguar la suerte del equipo polar. El 12 de noviembre, encontraron la tienda que contenía los cuerpos congelados de Scott, Wilson y Bowers a 18 kilómetros al sur del One Ton Depot.
Atkinson leyó las principales páginas del diario de Scott que revelaban las condiciones de la tragedia. Después recogió los diarios, los efectos personales y los dosieres, abatió la tienda sobre los cuerpos y erigió un mojón de hielo, culminado con una cruz fabricada con esquíes. El equipo buscó el cuerpo de Lawrence Oates más al sur, pero no encontraron más que su saco de dormir. El 15 de noviembre, hizo otro mojón de hielo cerca del lugar donde creyeron que murió.
De regreso a Hut Point, el 25 de noviembre, el equipo de búsqueda constató que el equipo Norte de Campbell había conseguido volver a la base el 5 de noviembre. Como oficial de más edad, Campbell tomó el mando de la expedición las últimas semanas, antes de la llegada del Terra Nova el 18 de enero de 1913. Antes de irse definitivamente, erigieron una gran cruz en la cumbre de Observation Hill, la colina que domina Hut Point. Hicieron en la cruz una inscripción con los nombres de los desaparecidos y además una corta cita del poema Ulises de Alfred Tennyson: «To strive, to seek, to find, and not to yield».

## Balance

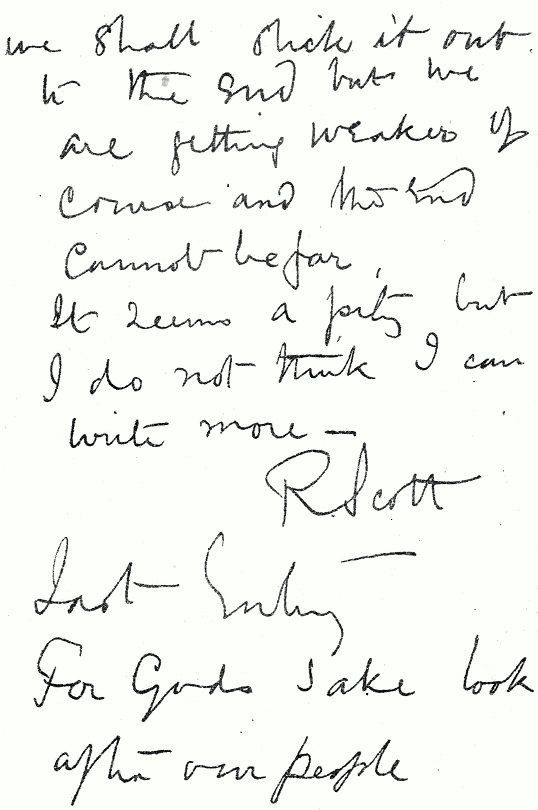
Última página del diario de Scott. Traducción aproximada: «Nos aferraremos hasta el final, pero nos estamos debilitando, por supuesto, y el final no puede estar lejos.// Es una pena, pero no creo que pueda escribir más. // R. Scott. // Última anotación: Por Dios, cuida de nuestra gente». El texto original dice We shall stick it out to the end, but we are getting weaker, of course, and the end cannot be far. // It seems a pity, but I do not think I can write more. // R. SCOTT. // Last entry // For God's sake look after our people.

### Mitificación como héroe de Scott
Las muertes de Scott y su equipo eclipsaron en los ánimos del público (sobre todo, británico) todas las proezas logradas por la expedición del equipo de Roald Amundsen de ser los primeros hombres en llegar al Polo Sur. Durante muchos años, la imagen de héroe trágico de Scott, más allá de todo reproche, fue prácticamente incuestionable, ya que aunque hubo diferencias con algunas personas, como los familiares de los desaparecidos, éstas no se hicieron públicas. La leyenda creció con el paso del tiempo y se renovó con la película Scott of the Antarctic y la conquista del Everest en 1953. Hasta la década de 1970 no hubo un cambio en la percepción del público, época en que casi la totalidad de las personas directamente implicadas en la aventura habían fallecido.
La publicación en 1979 de la obra Scott and Amundsen de Roland Huntford (reeditada y adaptada en 1985 para la televisión con el nombre de The Last Place On Earth) fue motivo de controversia. Este libro, muy crítico con Scott y reprochándole todo lo malo que sucedió, encontró la aprobación de una generación menos sensible a las historias heroicas. La parte principal de las críticas se refieren al estilo autoritario de Scott, su mala elección del personal adecuado, y una serie de disfunciones en la organización, como el modo de transporte elegido combinado (mecanizado, perros y ponis). Tuvieron que pasar varios años para que estas críticas fueran rebatidas por escritores, historiadores y científicos, como Ranulph Fiennes y Susan Solomon, que rehabilitaron su nombre y en cierta medida restablecieron la reputación de Scott.
Los historiadores sobre el Polo Sur coinciden generalmente en la opinión de que las técnicas de Roald Amundsen, debido a sus experiencias anteriores en el Ártico y su familiaridad con condiciones meteorológicas muy adversas, le dieron una enorme ventaja en la carrera al Polo Sur, pero esto no da una verdadera razón para el trágico desenlace.

### La última carta de Scott
La publicación del diario de Scott, encontrado por Atkinson, sirvió de base a las primeras obras sobre la expedición, contribuyendo a comprender mejor las condiciones de la tragedia. En este diario se encuentran, además, varias cartas, dirigidas, por ejemplo, a las esposas de sus compañeros de infortunio, (Edward Adrian Wilson y Henry Robertson Bowers), a algunos amigos, como al padrino de su hijo Peter, James Matthew Barrie, y a su último comandante Francis Charles Bridgeman.
Entre esas cartas incluidas en el diario, se encuentra también una carta abierta dirigida al público. Está expuesta en el British Museum de Londres. En ella, Scott da su versión sobre el resultado de la expedición. Para él fue una acumulación de mala suerte y no una mala organización. Roland Huntford, uno de sus detractores, consideró estas declaraciones como una justificación, mientras que Diana Preston las calificó como un cúmulo de circunstancias, fallos logísticos y mala suerte.

### Importancia de la dieta alimenticia usada
La causa probable de la muerte del equipo polar estuvo relacionada también con la desnutrición y/o el escorbuto. Las raciones estaban basadas en la ciencia nutricional de 1910, antes del conocimiento de la vitamina C. Se dio prioridad a un alto contenido de proteínas, consideradas necesarias por la combustión de calorías durante el desplazamiento de cargas pesadas, y en particular cuando los hombres tiraban ellos mismos de los trineos. De hecho, los valores caloríficos de las raciones utilizadas se sobreestimaron grandemente, aunque esto sólo se evidenció mucho más tarde. Las ración diaria básica para una persona era de 450 g de galletas, 336 g de Pemmican, 84 g de azúcar, 56 g de mantequilla, 20 g de té y 16 g de cacao. Esta dieta se completó con la carne de los caballos, pero estos suplementos no compensaron suficientemente el déficit calórico (y quizá vitamínico) en periodos prolongados.

### En la cultura popular
El grupo español de tecno-pop Mecano tiene una canción titulada "Héroes de la Antártida" del disco "Descanso Dominical" (1988) donde se narra la historia del trágico retorno de la expedición.

## Miembros de la expedición
Viaje al Polo Sur - Grupo del Polo Sur.
- Robert Falcon Scott (1868–1912), británico. Capitán de la Royal Navy. Comandante de la expedición.
- Edward Adrian Wilson (1872–1912), británico, zoólogo, líder del grupo científico.
- Henry 'Birdy' Bowers (1883–1912), británico. Teniente de la Royal Navy.
- Lawrence Oates (1880–1912), británico. Capitán del Ejército británico.
- Edgar Evans (1876–1912), británico. Oficial de la Royal Navy.

## Cronología de los movimientos del barcoTerra Nova
- 1 de junio de 1910. El barco zarpa del muelle West India de Londres.
- 15 de junio de 1910. El barco zarpa de Cardiff (Gales).
- 23 de junio de 1910. Llega al puerto de Funchal, Madeira.
- 26 de junio de 1910. El barco zarpa del puerto de Funchal.
- 25 de julio de 1910. Llega a Trinity Island, estudios biológicos.
- 2 de septiembre de 1910. El barco zarpa de Simons Bay, Sudáfrica.
- 28 de octubre de 1910. Parada exprés en Lyttelton (Nueva Zelanda). Embarcan 34 perros y 19 caballos. Zarpan ese mismo día.
- 3 de enero de 1911. La nave llega al cabo Crozier, en la isla de Ross, Antártida.
- 4 de enero de 1911. El barco fondea en el cabo Evans en la isla de Ross y desembarcan los hombres y el material.
- 1 de febrero de 1911. Una expedición hacia el Oeste avista el Fram en la bahía de las Ballenas.
- El barco regresa a la península de Hut Point donde embarcan 2 caballos y dan la noticia del avistamiento de Amundsen.
- El barco llega al cabo Adare y desembarca el grupo de Campbell.
- 4 de enero de 1912. El barco vuelve al cabo Adare y embarca el grupo de Campbell.
- 8 de enero de 1912. El barco llega a Evans Cove, 400 km al sur del cabo Adare y 320 al norte del cabo Evans.
- 4 de febrero de 1912. El barco llega al cabo Evans y descarga 7 caballos del ejército indio. Embarcan 9 hombres y dos de reemplazo.
- 22 de enero de 1913. El barco zarpa del cabo Evans por última vez.
- 23 de enero de 1913. Llegan a Granite Harbour. Recogida de muestras geológicas y marinas.
- 23 de enero de 1913. Llegada a Evans Cove.
- 29 de enero de 1913. Llegada al cabo Adare y recogida de muestras.
- 10 de febrero de 1913. Llegada a Oamaru (Nueva Zelanda), desde donde mediante el telégrafo se transmiten las noticias de la expedición a Londres.
- 14 de junio de 1913. El barco llega a Cardiff, donde termina la misión.

### Adaptaciones cinematográficas
- Scott of the Antarctic de Charles Frend (1948)
- The Last Place On Earth basada en el libro Scott and Amundsen de Roland Huntford (1985)